# 2012年香港立法會選舉

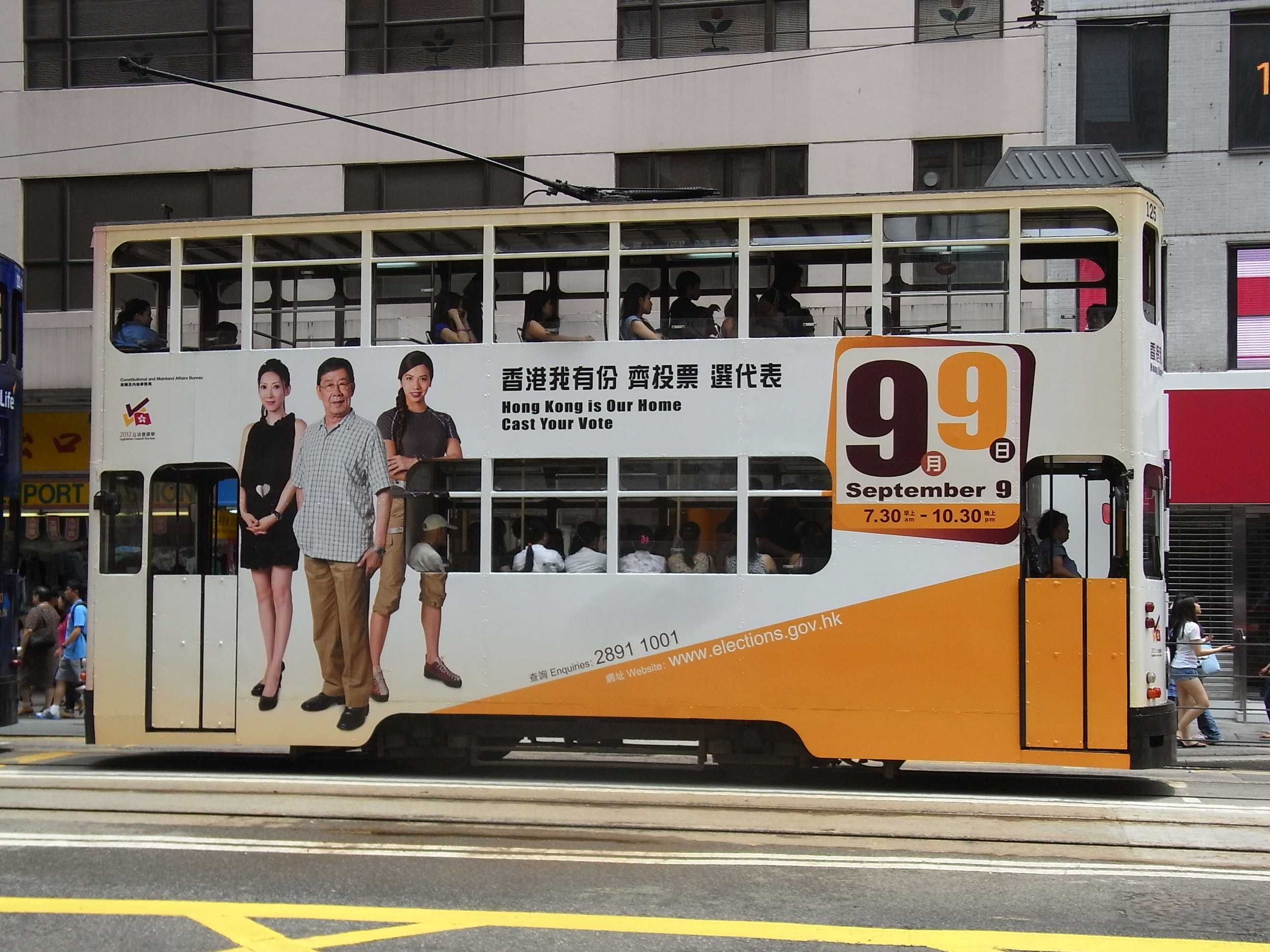
2012年香港立法會選舉廣告宣傳

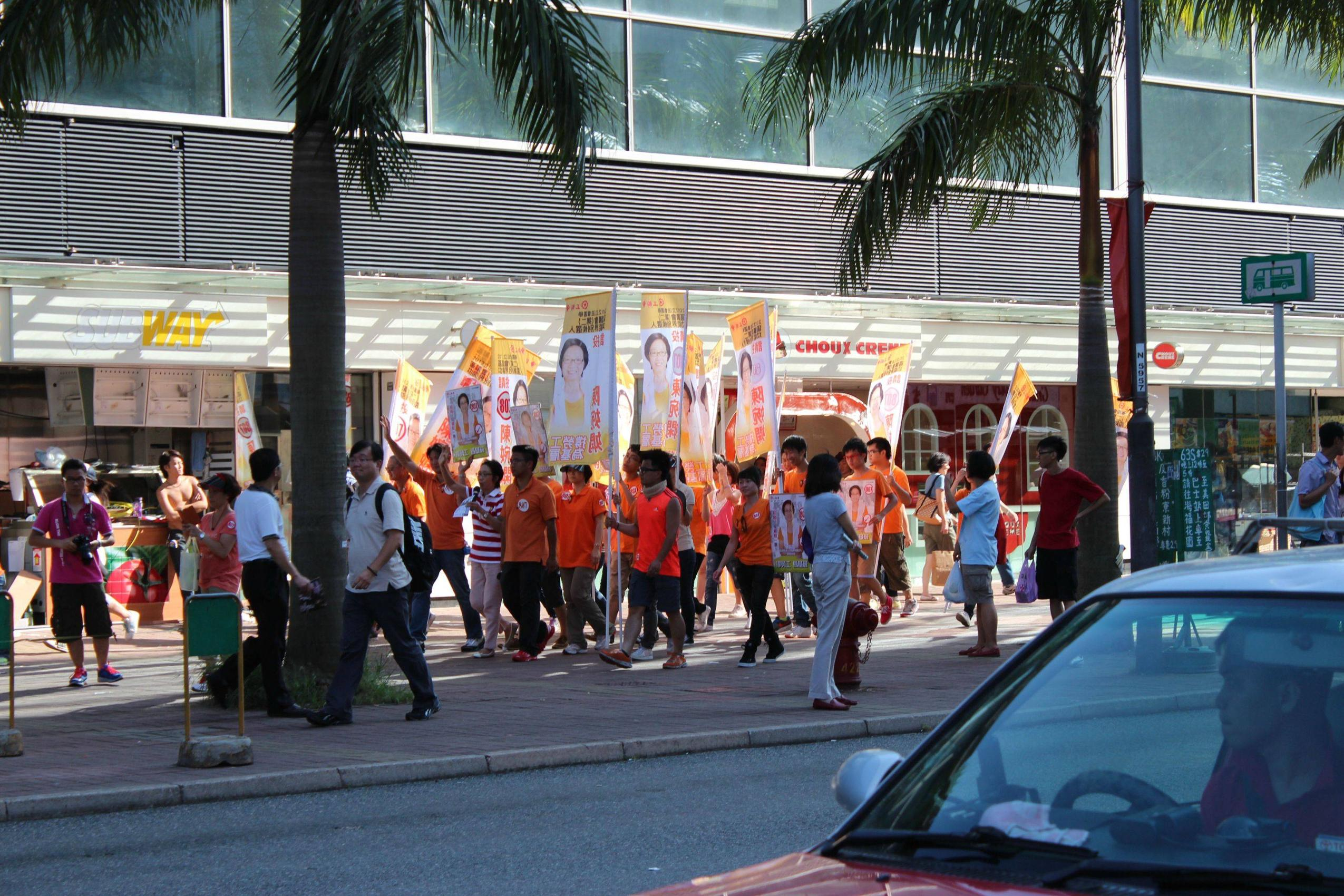
工聯會在大圍站外的廣告宣傳

2012年香港立法會選舉是香港特別行政區成立後的第5屆立法會選舉，於2012年9月9日舉行。根據第四屆香港立法會在2010年6月通過的2012年政制改革方案及2011年3月5日通過的立法會選舉修訂條例，是次選舉增加10席，全數70個議席，包括35席由地方選區直選產生之議席，以及30席原有由功能界別產生之議席，和5席由民選區議員提名、不屬於其他功能界別的絕大部分地方選區選民直選產生的5個區議會 (第二) 功能界別（超級區議會）議席。當中地方選區由5個大選區組成，區議會（第二）功能界別以全香港作為1個大選區選出5位議員，其他傳統功能界別議席分配保持不變。有關安排原則上讓所有選民均可在地方選區及功能界別各有一票，即「一人兩票」。

## 背景
由於下屆行政長官選舉在2017年舉行，即使立法會議員乃選舉委員會的當然委員，但也不能提名及投票選出新一屆行政長官，是為回歸以來首次。不過，倘在本屆立法會任期內出現行政長官出缺的情況，本屆當選議員仍可在行政長官補選中參與提名及投票。
於選舉提名前，多名時任議員表示不會於本屆角逐連任：鄭家富、甘乃威、李華明、吳靄儀、李國寶、梁劉柔芬、陳茂波、李鳳英、張學明及黃宜弘10人。另外，有功能界別議員轉戰地方選區：張文光、謝偉俊、劉健儀、葉偉明及潘佩璆5人，亦有地方選區議員轉戰區議會（第二）功能界別：劉江華、馮檢基、李慧琼、涂謹申、何俊仁5人。選舉提名期間表示放棄連任的時任議員有：詹培忠、霍震霆及黃容根3人。
第四屆香港立法會四年任期期間，香港政黨曾出現各種改變。泛民主派第一大黨民主黨和前綫合併，並於2010年支持立法會選舉「一人兩票」政改方案向中間靠攏，中常委鄭家富退黨，同時分裂出新民主同盟；公民黨受港珠澳大橋及外傭官司事件困擾，受建制派抨擊；社會民主連線因2位立法會議員退黨籌組人民力量而令實力減弱，黃毓民在上屆選舉一直猛烈批評公民黨及其他泛民候選人的告急而間接令以梁美芬些微票數勝過毛孟靜取得九龍西最後一席，及後社民連與公民黨重修舊好，參與「五區總辭、變相公投」，其後集中聲討民主黨、民協；2011年李卓人、何秀蘭、張超雄等人成立工黨。
建制派方面，自由黨於上屆選舉失利後出現重大分裂，四名成員退黨組成經濟動力。汲取了上次立法會選舉民建聯於新界東和港島區放在1張名單內和配票的失敗經驗，今次的立法會選舉於新界東、新界西和港島區都派出多張名單參選；工聯會改變以往與民建聯合組名單做法，另行組成名單參選。另外，一系列新政黨政團專業會議、新民黨、鄉事派以及中聯辦支持的獨立人士亦等加入參選。

## 選舉制度及議席分配
民主黨提出的2012年政改改良方案訂定了是次選舉的框架，地方選區與功能界別各增五席由三百多萬名選民選出，惟均有提名門檻。港大民研調查指出，該方案獲得54%市民贊成，為反對者19%的近三倍。

### 地方選區
全港分為五個地方選區，共選出35位立法會議員。隨著各區人口之轉移，與2008年舉行的上屆相比，本屆增加了五個席位，當中新界東增兩席，九龍西維持不變，其他三區則各增加一席。分配方法是按全港人口總數除以35得出每個議席的所代表人口，再按每個分區人口除以每個議席的所代表人口來計算每個地區所分配的議席，但不能違反香港立法會條例第19條，每個地方選區須選出的議員人數不得少於5名，亦不得多於9名。每個選區均採用比例代表制，以最大餘額法及黑爾數額點票。以下是地方選區的議席分配：
| 地方選區 | 地方選區 | 所包括之區議會分區                     | 議席數目 | 議席數目 |
| 地方選區 | 地方選區 | 所包括之區議會分區                     | 2008     | 2012     |
| -------- | -------- | -------------------------------------- | -------- | -------- |
|          | 香港島   | 中西區、灣仔區、東區、南區             | 6        | 7        |
|          | 九龍西   | 油尖旺區、深水埗區、九龍城區           | 5        | 5        |
|          | 九龍東   | 黃大仙區、觀塘區                       | 4        | 5        |
|          | 新界西   | 荃灣區、屯門區、元朗區、葵青區、離島區 | 8        | 9        |
|          | 新界東   | 北區、大埔區、西貢區、沙田區           | 7        | 9        |

- 分界圖索引（页面存档备份，存于）
- 香港島（页面存档备份，存于）
- 九龍西及九龍東（页面存档备份，存于）
- 新界西（页面存档备份，存于）
- 新界東（页面存档备份，存于）

### 功能界別
是次選舉共有29個功能界別，共選出35位立法會議員。除了今屆新增的區議會（第二）界別有五席、勞工界有三席外，其餘功能界別均各有一席。新增的區議會（第二）界別的五席，由未有傳統功能界別投票權的選民選出，採用比例代表制並以最大餘額法及黑爾數額點票。鄉議局、漁農界、保險界及航運交通界採用按選擇次序淘汰制；勞工界採用全票制；其餘功能界別採用單票制。

## 競選部署

### 建制派
民建聯標榜做實事建設香港，抨擊泛民主派的議會抗爭和拉布手段虛耗社會，紛爭不斷。民建聯今屆首次以分拆名單出選，在香港島派出曾鈺成負責中西區、南區，鍾樹根負責東區、灣仔區；新界東陳克勤為北區、大埔區，葛珮帆為沙田、西貢區；新界西三張名單譚耀宗為屯門區，陳恒鑌為荃灣、葵青、離島市區，梁志祥為元朗及離島鄉郊。超級區議會議席則由劉江華、李慧琼兩張名單出選。李慧琼負責香港島和九龍；劉江華負責新界。劉江華、李慧琼兩張名單長期為於當選邊緣，直到選舉中段李慧琼更開始拋離劉江華，以李慧琼亦以「超越對立」的巨型選舉海報懸掛於紅磡海底隧道旁告急。劉江華的選舉口號「香港要贏」想被網民惡搞為「香港要贏，劉江華就要輸」，被曾健成在選舉論壇中多番改用為「香港要贏，民建聯就要輸」。
工聯會繼續以「撐勞工」的口號競選，本來打算在五區都派人出選，用陳婉嫻的「票后」叫座力形成「風車效應」，以冀增加各區得票，但後來周聯僑在九龍西止步，只得四區參選。工聯會在選舉論壇繼續被質問臨時立法會時期支持廢除集體談判權，以及反對高鐵工程優先聘請本地工人的議案。而王國興在香港島戲仿電視劇《飛虎》的狙擊手造型，以及黃國健的日本漫畫《狐忍》造型都引起網民話題。
自由黨在特首選舉中反對梁振英的立場令之徹底失去中央支持，黨主席劉健儀以「我哋敢say no」的口號空降香港島，火併票源相近的新民黨葉劉淑儀，而自由黨今屆在新界西也未有派人出選，轉而前黨員，轉投新民黨的田北辰出選。新界東界榮譽主席田北俊夥拍周梁淑怡捲土重來，也得到上水鄉事委員會主席侯志強支持。
其他流傳為中聯辦支持的獨立候選人謝偉俊、龐愛蘭、梁美芬在選舉論壇中都受其他候選人圍攻。謝偉俊受到譚香文攻擊其謝會表現，例如自己反對自己提出的議案，以及提出身高不夠不能參選的議案等，又被指出謝偉俊受到本來民建聯及工聯會的地區樁腳支持，是隱形建制派。龐愛蘭在港台論壇也被劉慧卿送「隱形藥水」，又被指為「西環契女」。梁美芬則被香港關注會的林依麗狙擊，多次指出有人種票給她，又揭發其有多所物業轉售圖利的資料沒有申報。

### 泛民主派
民主黨自入中聯辦以來，不斷受人民力量狙擊，並呼籲投白票杯葛區議會（第二）功能界別議席。直至八月中民主黨在各個選舉論壇被攻擊後民調全面下跌，民主黨正式全黨告急，最終決定全面向人民力量還擊。民主黨在及後的論壇上不斷以《明報》報導人民力量收授親共組織新界社團聯會杜玉鳳擁有的天行集團的捐款於紅磡海底隧道賣競選廣告的新聞指人民力量為「人民幣力量」。泛民報章《蘋果日報》此時也加入了保民主黨、公民黨、社民連，反擊人民力量的行列，接連報導人民力量的負面新聞，擁有人黎智英更撰文批評人民力量，也現身於蒙倒閉危機的DBC數碼電台節目，宣佈要與電台老闆鄭經翰合作，團結泛民。
社民連以「權貴眼中釘，民間孫子牛」為競選口號，提倡透過議會抗爭反領展、爭取全民退休保障等議題及要求撤回國民教育科，亦在選舉前夕宣佈入立法會後以「拉布」方式逼令政府全面撤回國民教育科為止。
人民力量以「踢走保皇黨，制裁偽民主派」、「抗衡港共政權」等為競選口號，於民間反國民教育科運動正酣之際，在選舉前夕宣佈入立法會後從宣誓一刻起就以「拉布」方式逼令政府全面撤回國民教育科為止。
公民黨打着「擋住赤化」的口號，由余若薇今屆轉戰新界西，以同一名單排在郭家麒之後力爭九萬票奪兩席。另一方面，香港島則由陳家洛夥拍陳淑莊以同一名單出選，打着力爭七萬爭第七席的選號。公民黨在選舉論壇中仍然受其他保皇黨候選人攻擊其外傭居港權及港珠澳大橋官司，以及湯家驊的利益漏報問題。公民黨於選舉前夕在AM730刊登頭版廣告，選舉當日也在《明報》登出保住陳淑莊、余若薇的頭版廣告。
民主黨以重建一國兩制，守護香港核心價值的溫和口號出選，在新界西派出李永達、陳樹英夫妻檔以兩張名單出選，新界東更派出劉慧卿、黃成智、蔡耀昌出選，以冀得到劉慧卿入黨前的前綫及鄭家富的票源。超級議席方面，涂謹申及何俊仁先後告急，涂謹申更採用眼淚以求選民同情。選舉中期《東方日報》連日頭版報導何俊仁涉嫌的黨產以及湯家驊的利益漏報新聞，令民主黨在選舉論壇多番受建制派候選人攻擊。黃成智在有線的選舉節目中被問到剩女問題，指「如果（剩女）爲了增加性伴侶，或者令性觀念開放的話，我相信這樣會牽涉到道德操守問題」，在選舉論壇也被民建聯、人民力量和新民主同盟攻擊為敵視剩女。
民協以「說理不暴力，企硬不保皇」的中間路線招徠，在九龍西、新界西、九龍東、區議會（第二）功能界別皆派人出選，但在提名期內卻收回新界西、九龍東兩張名單，把在新界西出選的廖成利調回九龍西較弱的譚國僑後面，也指出不派多張名單以利泛民爭取更多議席。不過馮檢基在選舉初段形勢落後，直至大規模宣傳「團結泛民，力爭第三席」的口號後支持度才顯著回升，也得到了本來打算出選超級議席的前公民黨南區區議員司馬文站台。九龍西譚國僑在民調中也一直落後，令民協在選舉中段打出「亡黨危機」的廣告挽回支持。

## 候選人提名
2012年立法會選舉，提名期為2012年7月18日至7月31日，本屆立法會選舉共收到300份提名表格，提名是否有效與候選人編號抽籤，於8月3日的候選人簡介會後公佈。當中，提名期結束時已有近一半功能界別、共16人自動當選。
- 地方選區（页面存档备份，存于）
- 區議會（第二）功能界別（页面存档备份，存于）
- 傳統功能界別（页面存档备份，存于）

- 地方選區（页面存档备份，存于）
- 區議會（第二）功能界別（页面存档备份，存于）
- 傳統功能界別（页面存档备份，存于）

### 退選/更改名單
| 選區／界別 | 政黨 | 政黨        | 參選人                   | 備註              |
| ---------- | ---- | ----------- | ------------------------ | ----------------- |
| 教育界     |      | 教協/民主黨 | 馮偉華                   | 2012年7月26日退選 |
| 九龍西     |      | 民協        | 譚國僑、莫嘉嫻△、黃志勇△ | 2012年7月27日退選 |
| 九龍東     |      | 民協        | 許錦成△                  | 2012年7月27日退選 |
| 新界西     |      | 民協        | 廖成利＠、嚴天生△        | 2012年7月27日退選 |
| 金融服務界 |      | 獨立        | 詹培忠＊                 | 2012年7月27日退選 |
| 醫學界     |      | 獨立        | 潘德鄰                   | 2012年7月31日退選 |

### 提名無效
| 選區／界別 | 政黨 | 政黨            | 參選人                            |
| ---------- | ---- | --------------- | --------------------------------- |
| 九龍東     |      | 獨立            | 鍾潔雲                            |
| 新界東     |      | 全民在野黨      | 徐家傑                            |
| 新界東     |      | 獨立（107動力） | Belinda Elizabeth Lloyd（萊韻怡） |
| 教育界     |      | 獨立            | Hans Richard Mahncke              |
| 衞生服務界 |      | 獨立            | 馮玉娟                            |

## 選舉民意調查
過往的選戰結果顯示，接近六成的有效票數投往泛民主派，四成選票表示親建制意向。
香港大學民意研究計畫一如以往為選舉進行滾動調查，由香港有線電視及now寬頻電視贊助。滾動調查以電話訪問市民假如明日進行選舉會投哪張候選名單。不過，兩者的預測結果表達方式不同，前者包括不投票或未決定等的百分比，後者則先除去不投票或未決定的百分比。

## 選舉論壇

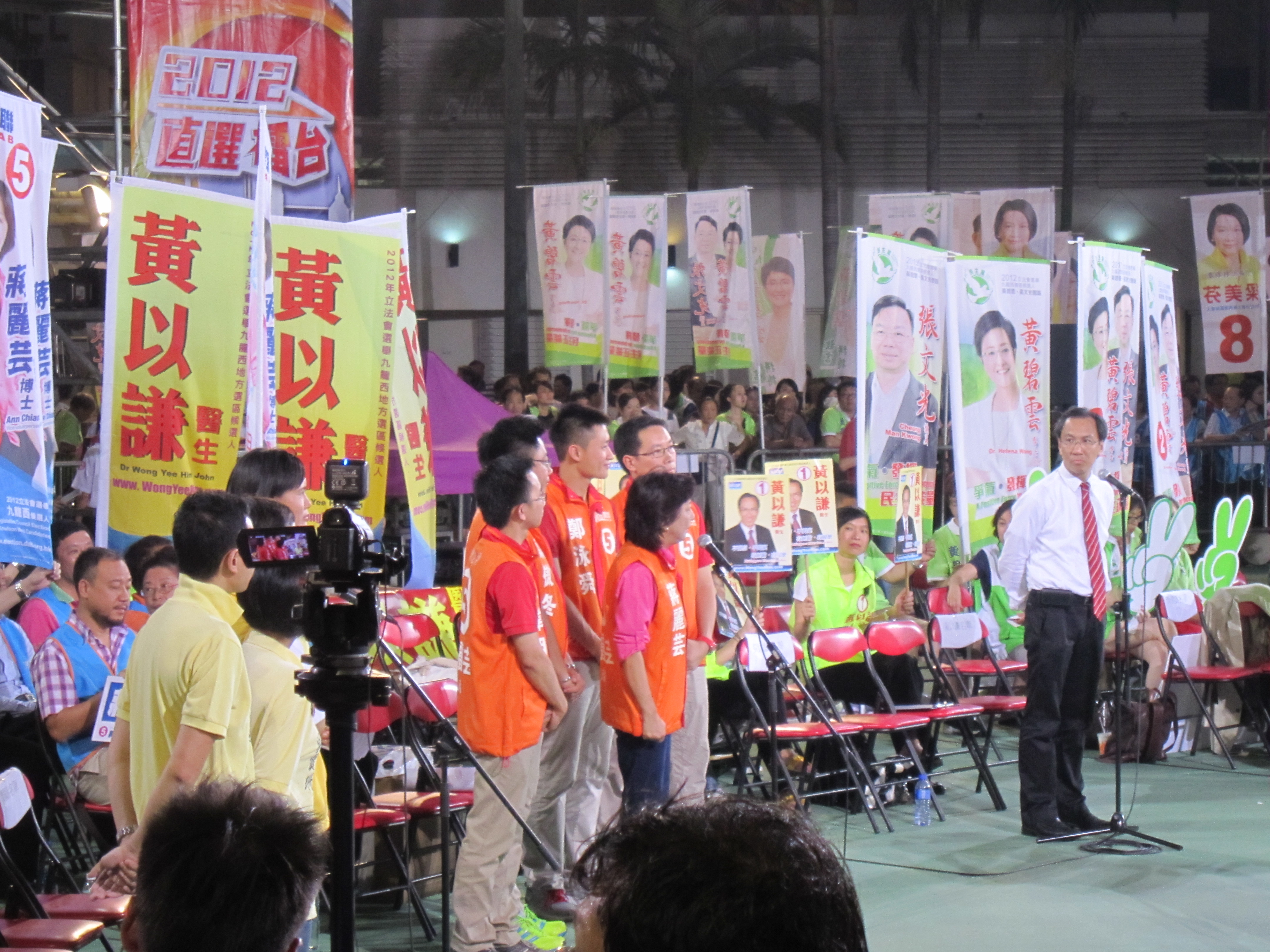
有線新聞於立法會選舉九龍西選區論壇

所有論壇除了經大氣電波，於電視或電台廣播外，亦會於所屬媒體的官方網站直播及提供重溫。

### 香港電台（電視）
港台《2012立法會選舉論壇》為預先錄影論壇，預先在播出當天早上於香港電台電視大廈（即前佳視電視台大廈）進行錄影。設有英語傳譯。
| 選區／界別               | 日期    | 播出時間    | 播出頻道 | 主持          | 缺席         |
| ------------------------ | ------- | ----------- | -------- | ------------- | ------------ |
| 香港島                   | 8月18日 | 19:00-20:30 | 翡翠台   | 謝志峰 魏綺珊 |              |
| 九龍東                   | 8月19日 | 19:00-20:00 | 翡翠台   | 謝志峰 魏綺珊 |              |
| 新界東                   | 8月25日 | 19:00-20:30 | 翡翠台   | 謝志峰 魏綺珊 |              |
| 九龍西                   | 8月26日 | 19:00-20:00 | 翡翠台   | 謝志峰 魏綺珊 |              |
| 教育界                   | 8月27日 | 19:00-19:30 | 本港台   | 麥嘉緯 鄧苑芬 |              |
| 醫學界社會福利界         | 8月28日 | 19:00-19:30 | 本港台   | 麥嘉緯 鄧苑芬 |              |
| 會計界                   | 8月29日 | 19:00-19:30 | 本港台   | 麥嘉緯 鄧苑芬 |              |
| 建築、測量及都市規劃界   | 8月30日 | 19:00-19:30 | 本港台   | 麥嘉緯 鄧苑芬 |              |
| 體育、演藝、文化及出版界 | 8月31日 | 19:00-19:30 | 本港台   | 麥嘉緯 鄧苑芬 |              |
| 新界西                   | 9月1日  | 19:00-20:30 | 翡翠台   | 謝志峰 魏綺珊 | 13號陳強名單 |
| 區議會（第二）           | 9月2日  | 19:00-20:00 | 翡翠台   | 謝志峰 魏綺珊 |              |
| 工程界                   | 9月3日  | 19:00-19:30 | 本港台   | 麥嘉緯 鄧苑芬 |              |
| 紡織及製衣界及漁農界     | 9月4日  | 19:00-19:30 | 本港台   | 麥嘉緯 鄧苑芬 |              |
| 金融服務界               | 9月5日  | 19:00-19:30 | 本港台   | 麥嘉緯 鄧苑芬 |              |
| 資訊科技界               | 9月6日  | 19:00-19:30 | 本港台   | 麥嘉緯 鄧苑芬 |              |
| 法律界                   | 9月7日  | 19:00-19:30 | 本港台   | 麥嘉緯 鄧苑芬 |              |

### 無綫電視
無綫電視《2012立法會選舉論壇（页面存档备份，存于）》為預先錄影論壇，於將軍澳電視廣播城錄影廠錄影，由許方輝及周嘉儀主持。在翡翠台播出時會加上中文字幕。
| 選區／界別     | 日期    | 首播時間    | 首播頻道              | 重播時間        | 重播頻道              | 備註             |
| -------------- | ------- | ----------- | --------------------- | --------------- | --------------------- | ---------------- |
| 區議會（第二） | 8月17日 | 19:00-20:00 | 翡翠台 高清翡翠台     | 深夜01:30-02:30 | 無綫新聞台 互動新聞台 |                  |
| 九龍東         | 8月18日 | 15:00-16:00 | 無綫新聞台 互動新聞台 | 深夜03:15-04:15 | 翡翠台                |                  |
| 九龍西         | 8月19日 | 15:00-16:00 | 無綫新聞台 互動新聞台 | 深夜03:15-04:15 | 翡翠台                |                  |
| 新界西         | 8月25日 | 15:00-17:00 | 無綫新聞台 互動新聞台 | 深夜03:30-05:15 | 翡翠台                | 13號陳強名單缺席 |
| 新界東         | 8月26日 | 15:00-17:15 | 無綫新聞台 互動新聞台 | 深夜03:15-05:15 | 翡翠台                |                  |
| 香港島         | 9月1日  | 15:00-16:45 | 無綫新聞台 互動新聞台 | 深夜03:00-04:30 | 翡翠台                |                  |

### 有線電視
有線電視的地方選區及區議會（第二）論壇名稱分別為《2012直選擂台》及《2012超級擂台》，播出時間分別為20:00-22:00及20:00-21:30，於財經資訊台播出，主持為游清源、梁家權、王春媚、莊安宜，為直播論壇。
| 選區／界別     | 日期    | 場地               |
| -------------- | ------- | ------------------ |
| 香港島         | 8月27日 | 灣仔修頓球場       |
| 九龍西         | 8月28日 | 大角咀晏架街足球場 |
| 九龍東         | 8月29日 | 觀塘駿業街遊樂場   |
| 新界西         | 8月30日 | 荃灣沙咀道足球場   |
| 新界東         | 8月31日 | 將軍澳寶翠公園     |
| 區議會（第二） | 9月1日  | 維多利亞公園       |

### now寬頻電視
now寬頻電視《2012立法會選舉論壇（页面存档备份，存于）》為預先錄影論壇，地方選區論壇及區議會（第二）論壇於九龍荔枝角電訊盈科綜合體育館錄影，功能界別論壇於灣仔now新聞部錄影廠錄影。
| 選區／界別     | 日期    | 首播時間    | 首播頻道  | 重播時間    | 重播頻道  | 主持        | 缺席                           | 網上重溫                       |
| -------------- | ------- | ----------- | --------- | ----------- | --------- | ----------- | ------------------------------ | ------------------------------ |
| 香港島         | 8月21日 | 18:00-20:30 | now直播台 | 21:00-23:30 | now直播台 | 李臻 徐蕙儀 |                                |                                |
| 九龍西         | 8月22日 | 18:00-20:00 | now直播台 | 21:00-23:00 | now直播台 | 李臻 徐蕙儀 | 網上重溫（页面存档备份，存于） |                                |
| 九龍東         | 8月23日 | 18:00-20:00 | now直播台 | 21:00-23:00 | now直播台 | 李臻 劉銘欣 | 網上重溫（页面存档备份，存于） |                                |
| 新界西         | 8月24日 | 18:00-20:30 | now直播台 | 21:00-23:30 | now直播台 | 李臻 賴舜明 | 網上重溫（页面存档备份，存于） |                                |
| 新界東         | 8月25日 | 18:00-21:00 | now直播台 | 21:00-24:00 | now直播台 | 李臻 劉銘欣 | 13號陳強名單                   | 網上重溫（页面存档备份，存于） |
| 區議會（第二） | 8月26日 | 18:00-20:00 | now直播台 | 21:00-23:00 | now直播台 | 李臻 賴舜明 |                                |                                |
| 會計界         | 8月27日 | 20:00-20:30 | now財經台 | 20:30-21:00 | now新聞台 | 吳志賡      |                                |                                |
| 教育界         | 8月28日 | 20:00-20:30 | now財經台 | 20:30-21:00 | now新聞台 | 梁卓麒      |                                |                                |
| 醫學界         | 8月29日 | 20:00-20:30 | now財經台 | 20:30-21:00 | now新聞台 | 梁卓麒      |                                |                                |
| 法律界         | 8月30日 | 20:00-20:30 | now財經台 | 20:30-21:00 | now新聞台 | 吳志賡      |                                |                                |

### 香港電台（電台）
《2012 立法會選舉論壇 - 地區選舉（页面存档备份，存于）》與《2012 立法會選舉論壇－區議會(第二)功能界別（页面存档备份，存于）》為戶外論壇，而《2012 立法會選舉論壇 -功能界別（页面存档备份，存于）》於戶內進行，已自動當選的界別，以訪問形式進行。全部為直播論壇或訪問，並於香港電台第一台播出。
| 選區／界別                               | 日期    | 播出時間    | 主持   | 場地                 |
| ---------------------------------------- | ------- | ----------- | ------ | -------------------- |
| 區議會（第二）第一場                     | 8月12日 | 12:15-14:00 | 區麗雅 | 香港理工大學平台     |
| 體育、演藝、文化及出版界                 | 8月13日 | 19:00-20:00 | 區家麟 | 香港電台廣播大廈     |
| 會計界                                   | 8月14日 | 19:00-20:00 | 陳燕萍 | 香港電台廣播大廈     |
| 法律界                                   | 8月15日 | 19:00-20:00 | 陳燕萍 | 香港電台廣播大廈     |
| 漁農界                                   | 8月16日 | 19:00-20:00 | 區家麟 | 香港電台廣播大廈     |
| 航運交通界及飲食界（均為訪問）           | 8月18日 | 08:00-09:00 | 陳燕萍 | 香港電台第一台直播室 |
| 區議會（第二）第二場                     | 8月19日 | 12:15-14:00 | 區麗雅 | 添馬公園露天劇場     |
| 衛生服務界                               | 8月20日 | 19:00-20:00 | 區家麟 | 香港電台廣播大廈     |
| 教育界                                   | 8月21日 | 19:00-20:00 | 陳燕萍 | 香港電台廣播大廈     |
| 社會福利界                               | 8月22日 | 19:00-20:00 | 陳燕萍 | 香港電台廣播大廈     |
| 資訊科技界                               | 8月23日 | 19:00-20:00 | 區家麟 | 香港電台廣播大廈     |
| 旅遊界                                   | 8月24日 | 19:00-20:00 | 陳燕萍 | 香港電台廣播大廈     |
| 保險界及區議會（第一）（均為訪問）       | 8月25日 | 08:00-09:00 | 陳燕萍 | 香港電台第一台直播室 |
| 區議會（第二）第三場                     | 8月26日 | 12:15-14:00 | 區麗雅 | 逸東邨黎淑英紀念廣場 |
| 金融服務界                               | 8月27日 | 19:00-20:00 | 區家麟 | 香港電台廣播大廈     |
| 工程界                                   | 8月29日 | 19:00-20:00 | 陳燕萍 | 香港電台廣播大廈     |
| 建築、測量及都市規劃界                   | 8月30日 | 19:00-20:00 | 區家麟 | 香港電台廣播大廈     |
| 醫學界                                   | 8月31日 | 19:00-20:00 | 陳燕萍 | 香港電台廣播大廈     |
| 進出口界及批發及零售界（均為訪問）       | 9月1日  | 08:00-09:00 | 陳燕萍 | 香港電台第一台直播室 |
| 新界東                                   | 9月3日  | 08:00-10:00 | 葉冠霖 | 沙田大會堂廣場       |
| 商界（第一）及工業界（第一）（均為訪問） | 9月3日  | 19:00-20:00 | 區家麟 | 香港電台第一台直播室 |
| 九龍西                                   | 9月4日  | 08:00-10:00 | 葉冠霖 | 尖沙咀文化中心海傍   |
| 工業界（第二）（均為訪問）               | 9月4日  | 19:00-20:00 | 陳燕萍 | 香港電台第一台直播室 |
| 九龍東                                   | 9月5日  | 08:00-10:00 | 葉冠霖 | 黃大仙中心           |
| 紡織及製衣界                             | 9月5日  | 19:00-20:00 | 陳燕萍 | 香港電台廣播大廈     |
| 新界西                                   | 9月6日  | 08:00-10:00 | 葉冠霖 | 屯門文娛廣場         |
| 香港島                                   | 9月7日  | 08:00-10:00 | 葉冠霖 | 中環遮打花園         |

### 商業電台
商業電台製作的直選論壇在《政經星期六》播出，功能界別論壇在《在晴朗的一天出發》內或《政好星期天》播出。均在08:00-10:00（醫學界論壇則為08:00-09:00）於雷霆881播出，此為直播論壇（页面存档备份，存于）。
| 選區／界別           | 日期    | 主持          | 節目                        | 缺席                        |
| -------------------- | ------- | ------------- | --------------------------- | --------------------------- |
| 九龍東               | 8月4日  | 陳淑薇 羅輝   | 《政經星期六》              | 2號黃國健名單 4號嚴鳳至名單 |
| 區議會（第二）第一場 | 8月6日  | 李慧玲 郭志仁 | 《在晴朗的一天出發》 時段內 |                             |
| 醫學界               | 8月10日 | 李慧玲 郭志仁 | 《在晴朗的一天出發》 時段內 |                             |
| 九龍西               | 8月11日 | 何翠萍 羅輝   | 《政經星期六》              |                             |
| 香港島               | 8月18日 | 陳淑薇 羅輝   | 《政經星期六》              | 6號吳榮春                   |
| 區議會（第二）第二場 | 8月19日 | 陳淑薇 羅輝   | 《政好星期天》              |                             |
| 教育界               | 8月20日 | 李慧玲 郭志仁 | 《在晴朗的一天出發》 時段內 |                             |
| 新界東               | 8月25日 | 陳淑薇 羅輝   | 《政經星期六》              |                             |
| 新界西               | 9月1日  | 陳淑薇 羅輝   | 《政經星期六》              | 13號陳強名單                |

### 香港數碼廣播
香港數碼廣播大聲台直播的選舉論壇於數碼大聲台《DBC選民我話事2012》節目中13:00-16:00播放，但進行方式為限時內電話質詢候選人及讓其自我介紹，與其他傳媒舉行的全部名單同場辯論的形式大為不同，同時因建制派杯葛下，並非全部名單願意參加本論壇。
| 選區／界別     | 日期    |
| -------------- | ------- |
| 香港島         | 8月31日 |
| 九龍西         | 9月3日  |
| 九龍東         | 9月4日  |
| 新界東         | 9月5日  |
| 新界西         | 9月6日  |
| 區議會（第二） | 9月7日  |

## 投票與點票安排

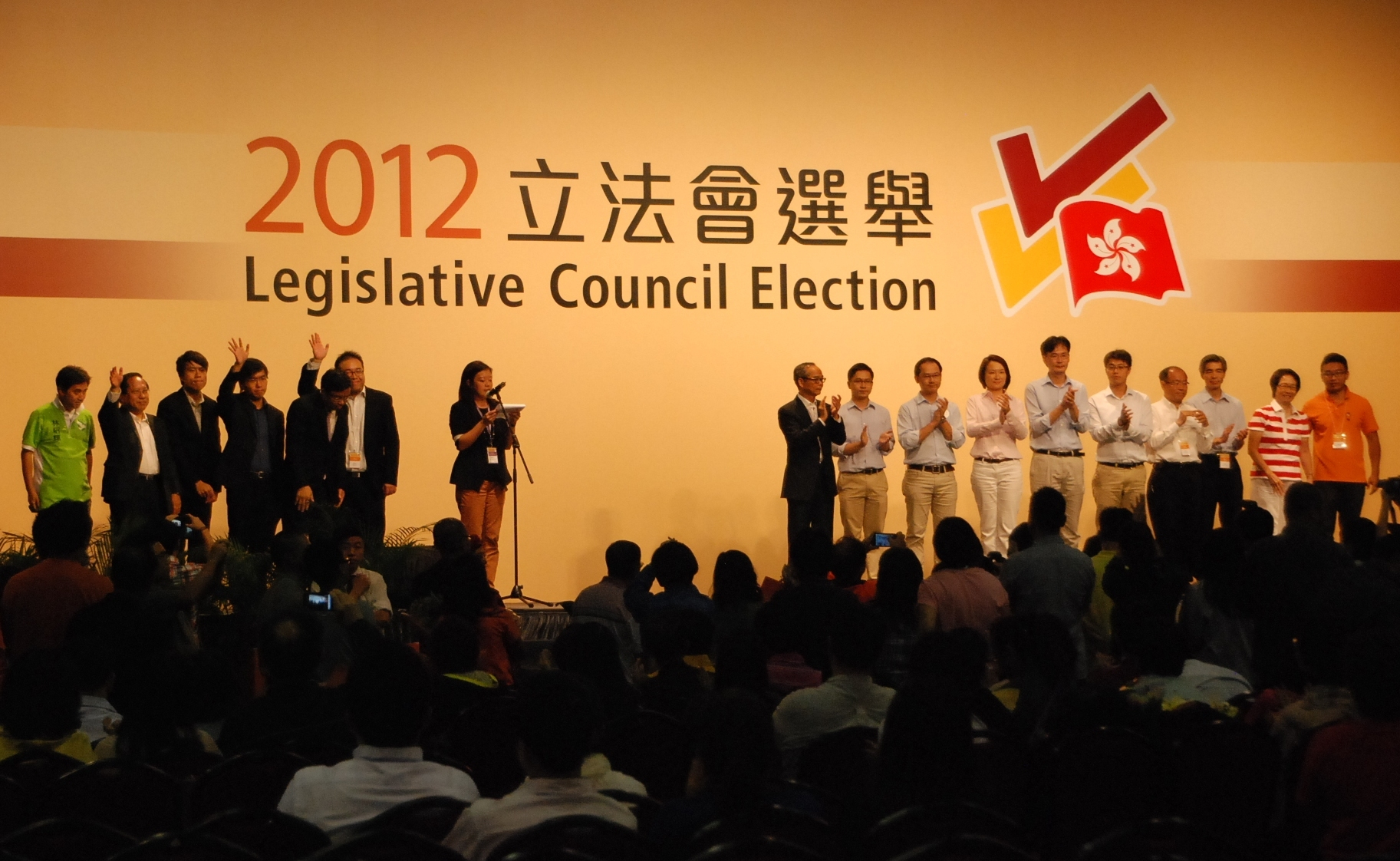
立法會選舉結果於亞洲國際博覽館的中央點票站公佈

投票日於2012年9月9日（星期日）7:30至22:30舉行。當日全港549個一般投票站及25個專用投票站開放予各地方選區及各有競逐的功能界別的已登記選民投票。由於今屆新增區議會（第二）界別，故選票和票箱將以不同顏色方便選民區分選票種類：地方選區為藍色；區議會（第二）界別為白色；其餘界別則為紅色。
投票結束後，大部份投票站改為點票站，以點算地方選區的選票。功能界別的選票則運往位於亞洲國際博覽館的中央點票站點算。各地方選區和功能界別選舉的最終結果，在博覽館內的新聞中心由選舉主任宣佈。

## 投票率
此屆投票率較上屆高，最終投票率達53.05%，創立法會選舉總投票人數新高，主要原因可能包括選前爭議多且當日天氣晴朗。

### 地區直選投票率
| 年份 時間 | 1998   | 2000   | 2004   | 2008   | 2012   |
| --------- | ------ | ------ | ------ | ------ | ------ |
| 08:30     | 1.18%  | 0.91%  | 1.33%  | 1.04%  | 1.32%  |
| 09:30     | 3.59%  | 3.03%  | 4.03%  | 3.07%  | 3.9%   |
| 10:30     | 7.14%  | 6.19%  | 7.86%  | 5.66%  | 7.48%  |
| 11:30     | 11.14% | 9.61%  | 12.17% | 8.83%  | 11.34% |
| 12:30     | 15.33% | 12.75% | 16.39% | 11.76% | 15.14% |
| 13:30     | 18.62% | 15.48% | 20.26% | 14.42% | 18.49% |
| 14:30     | 21.7%  | 18.34% | 24.36% | 17.46% | 22.06% |
| 15:30     | 25.32% | 21.12% | 28.21% | 20.23% | 25.46% |
| 16:30     | 29.89% | 23.87% | 32.15% | 23.52% | 29.04% |
| 17:30     | 34.25% | 26.56% | 35.87% | 26.78% | 32.64% |
| 18:30     | 38.2%  | 29.41% | 39.67% | 30.03% | 36.24% |
| 19:30     | 41.93% | 32.3%  | 43.42% | 33.33% | 39.96% |
| 20:30     | 45.46% | 35.25% | 47.39% | 36.66% | 43.85% |
| 21:30     | 49.3%  | 38.85% | 50.94% | 40.43% | 48.19% |
| 22:30     | 53.29% | 43.57% | 55.64% | 45.2%  | 53.05% |

| 地方選區 | 登記選民人數 | 累積投票人數 | 累積投票率 | 2008年累積投票率 |
| -------- | ------------ | ------------ | ---------- | ---------------- |
| 全港     | 3,466,201    | 1,838,722    | 53.05%     | 45.2%            |
| 香港島   | 606,678      | 334,432      | 55.13%     | 50.17%           |
| 九龍西   | 437,968      | 236,033      | 53.89%     | 47.18%           |
| 九龍東   | 559,528      | 290,761      | 51.97%     | 44.01%           |
| 新界西   | 987,333      | 506,426      | 51.29%     | 42.49%           |
| 新界東   | 874,694      | 471,070      | 53.86%     | 44.25%           |

### 所有須投票的功能界別投票率
| 功能界別                 | 登記選民人數 | 累積投票人數 | 累積投票率 |
| ------------------------ | ------------ | ------------ | ---------- |
| 所有需投票功能界別       | 3,436,710    | 1,823,917    | 53.07%     |
| 漁農界                   | 156          | 142          | 91.03%     |
| 教育界                   | 92,957       | 65,478       | 70.44%     |
| 法律界                   | 6,482        | 4,630        | 71.43%     |
| 會計界                   | 25,174       | 15,792       | 62.74%     |
| 醫學界                   | 10,888       | 7,203        | 66.16%     |
| 衞生服務界               | 37,556       | 22,849       | 60.84%     |
| 工程界                   | 9,172        | 6,976        | 76.06%     |
| 建築、測量及都市規劃界   | 6,781        | 4,950        | 73%        |
| 社會福利界               | 14,093       | 10,939       | 77.62%     |
| 旅遊界                   | 1,230        | 964          | 68.46%     |
| 金融服務界               | 564          | 483          | 85.64%     |
| 體育、演藝、文化及出版界 | 2,395        | 1,807        | 75.45%     |
| 紡織及製衣界             | 2,844        | 2,072        | 72.86%     |
| 資訊科技界               | 6,687        | 5,095        | 76.19%     |
| 區議會（第二）           | 3,219,731    | 1,672,793    | 51.95%     |

## 選舉結果及總結

### 選舉議席分佈
註解：「＊」：是次選舉中，部分現任立法會議員願意排第二，他們本身希望確保第一位的候選人有足夠票源當選，以培育新人／第二梯隊成員甚或促使自己能透過最多餘票（即使已預料自己必然會或很大機會落選）續入立法會。在這次選舉中排在次位的現任議員，均連任失敗。
新任議員（28人）
- 首次晉身立會（27人）：毛孟靜、郭榮鏗、范國威、陳志全、黃碧雲、胡志偉、葉建源、梁繼昌、莫乃光、蔣麗芸、梁志祥、陳恒鑌、葛珮帆、鍾樹根、何俊賢、郭偉强、鄧家彪、麥美娟、田北辰、潘兆平、易志明、鍾國斌、廖長江、張華峯、姚思榮、盧偉國、謝偉銓
- 新舊交替當選（1人）＊：陳家洛（接替陳淑莊）

連任議員（35人）
- 成功連任（29人，當中泛民11人、建制18人）：劉慧卿、梁家傑、湯家驊、李卓人、何秀蘭、張國柱、黃毓民、陳偉業、梁國雄、梁耀忠、李國麟、黃定光、葉國謙、陳鑑林、譚耀宗、陳克勤、曾鈺成、黃國健、方剛、張宇人、劉皇發、林健鋒、梁君彥、石禮謙、梁美芬、葉劉淑儀、陳健波、林大輝、梁家騮
- 轉戰其他地區成功（1人）：王國興
- 轉戰超級區議會成功（4人，當中3人泛民、1人建制）：馮檢基、何俊仁、涂謹申、李慧琼
- 轉戰地方直選成功（1人）：謝偉俊

重返議會議員（7人）
- 成功重返議會（6人，當中2人泛民、4人建制）：單仲偕、張超雄、田北俊、陳婉嫻、吳亮星、馬逢國
- 新舊交替當選（1人）＊：郭家麒（接替余若薇）

連任失敗議員（12人）
- 爭取連任失敗（5人，當中2人泛民、3人建制）：李永達、黃成智、劉秀成、何鍾泰、譚偉豪
- 轉戰超級區議會連任失敗（1人）：劉江華
- 轉戰地方選區連任失敗（2人）：劉健儀、葉偉明
- 名單次位落選而連任失敗（4人，當中3人泛民、1人建制）＃：陳淑莊（陳家洛接棒）、余若薇（郭家麒接棒）、張文光（轉戰地方直選，助黃碧雲當選）、潘佩璆（轉戰地方直選，助王國興連任）

議席分佈一覽
| 政治陣營 | 政治陣營     | 地方選區 | 地方選區 | 功能界別 | 功能界別 |
| 政治陣營 | 政治陣營     | 議員 | 總數     | 議員 | 總數     |
| -------- | ------------ | --- | -------- | --- | -------- |
|          | 建制派       | 民建聯（9席）－曾鈺成、鍾樹根、蔣麗芸、陳鑑林、譚耀宗、陳恆鑌、梁志祥、葛珮帆、陳克勤工聯會（3席）－王國興、黃國健、麥美娟新民黨（2席）－葉劉淑儀、田北辰西九新動力（1席）－梁美芬自由黨（1席）－田北俊獨立－（1席）謝偉俊                | 17       | 自由黨（4席）－易志明、方剛、張宇人、鍾國斌民建聯（4席）－何俊賢、黃定光、葉國謙、李慧琼經濟動力（3席）－林健鋒、梁君彥、劉皇發工聯會（3席）－郭偉强、鄧家彪、陳婉嫻勞聯（1席）－潘兆平新論壇（1席）－馬逢國獨立（9席）－林大輝、陳健波、盧偉國、謝偉銓、石禮謙、姚思榮、廖長江、吳亮星、張華峯 | 25       |
|          | 泛民主派     | 公民黨（5席）－陳家洛、毛孟靜、梁家傑、郭家麒、湯家驊民主黨（4席）－單仲偕、黃碧雲、胡志偉、劉慧卿人民力量（3席）－黃毓民、陳偉業、陳志全工黨（3席）－何秀蘭、李卓人、張超雄新同盟（1席）－范國威社民連（1席）－梁國雄街工（1席）－梁耀忠 | 18       | 民主黨（2席）－何俊仁、涂謹申公民黨（1席）－郭榮鏗民協（1席）－馮檢基工黨（1席）－張國柱教協（1席）－葉建源獨立（3席）－梁繼昌、李國麟、莫乃光 | 9        |
|          | 中間派或其他 | | 0        | 獨立（1席）－梁家騮 | 1        |

### 新舊交替／轉戰選區人士
|  | 政黨   | 名單中排首位議員 | 名單中原任及／或排次位議員            | 參與的地方選區／界別名稱 | 結果                         |
|  | ------ | ---------------- | ------------------------------------- | ------------------------ | ---------------------------- |
|  | 公民黨 | 陳家洛           | 陳淑莊                                | 香港島選區               | 新舊交替成功                 |
|  | 民主黨 | 單仲偕           | 甘乃威（沒有參選）                    | 香港島選區               | 新舊交替成功                 |
|  | 民主黨 | 胡志偉           | 李華明（沒有參選）                    | 九龍東選區               | 新舊交替成功                 |
|  | 民主黨 | 黃碧雲           | 涂謹申（轉戰區議會（第二）功能組別）  | 九龍西選區               | 新舊二人當選                 |
|  | 民協   | 譚國僑           | 馮檢基（轉戰區議會（第二）功能組別）  | 九龍西選區               | 新舊交替失敗（舊人成功連任） |
|  | 民建聯 | 葛珮帆           | 劉江華（轉戰區議會（第二）功能組別）  | 新界東選區               | 新舊交替成功（舊人連任失敗） |
|  | 民主黨 | 蔡耀昌           | 鄭家富（沒有參選）                    | 新界東選區               | 新舊交替失敗                 |
|  | 工聯會 | 麥美娟           | 王國興                                | 新界西選區               | 新舊二人當選                 |
|  | 民主黨 | 陳樹英           | 何俊仁 （轉戰區議會（第二）功能組別） | 新界西選區               | 新舊交替失敗（舊人成功連任） |
|  | 教協   | 葉建源           | 張文光                                | 教育界                   | 新舊交替成功                 |

《基本法》第六十八條訂明，「立法會的產生辦法根據香港特別行政區的實際情況和循序漸進的原則而規定，最終達至全部議員由普選產生的目標。」 五名議員於第四屆立法會循功能界別當選，今屆轉戰地方選區爭取連任，當中三人是有意競逐連任，其餘二人是為了培育新人／確保第一位連任才繼續參選。三名有意競逐連任的議員，只有謝偉俊成功當選。
|  | 政黨   | 議員   | 前任地方選區／界別名稱 | 參與的地方選區／界別名稱 | 結果                                 |
|  | ------ | ------ | ---------------------- | ------------------------ | ------------------------------------ |
|  | 自由黨 | 劉健儀 | 航運交通界             | 香港島選區               | 競逐連任失敗                         |
|  | 工聯會 | 葉偉明 | 勞工界                 | 新界東選區               | 競逐連任失敗                         |
|  | 獨立   | 謝偉俊 | 旅遊界                 | 九龍東選區               | 競逐連任成功                         |
|  | 民主黨 | 張文光 | 教育界                 | 九龍西選區               | 名單次位落選（助新人黃碧雲當選）     |
|  | 工聯會 | 潘佩璆 | 勞工界                 | 香港島選區               | 名單次位落選（助首位王國興連任成功） |
|  | 工聯會 | 王國興 | 新界西選區             | 香港島選區               | 競逐連任成功                         |
|  | 公民黨 | 余若薇 | 香港島選區             | 新界西選區               | 名單次位落選（助舊人郭家麒當選）     |
|  | 民協   | 馮檢基 | 九龍西選區             | 超級區議會               | 競逐連任成功                         |
|  | 民主黨 | 涂謹申 | 九龍西選區             | 超級區議會               | 競逐連任成功                         |
|  | 民主黨 | 何俊仁 | 新界西選區             | 超級區議會               | 競逐連任成功                         |
|  | 民建聯 | 李慧琼 | 九龍西選區             | 超級區議會               | 競逐連任成功                         |
|  | 民建聯 | 劉江華 | 新界東選區             | 超級區議會               | 競逐連任失敗                         |

### 各黨派得票及議席變化比較
| 政黨         | 政黨         | 政黨         | 地方選區  | 地方選區 | 地方選區 | 地方選區 | 傳統 功能界別 | 區議會（第二） | 區議會（第二） | 區議會（第二） | 總議席 | ±   |
| 政黨         | 政黨         | 政黨         | 票數      | %        | ±        | 議席     | 傳統 功能界別 | 票數           | %              | 議席           | 總議席 | ±   |
| ------------ | ------------ | ------------ | --------- | -------- | -------- | -------- | ------------- | -------------- | -------------- | -------------- | ------ | --- |
|              |              | 民建聯       | 366,140   | 20.22    | ▼ 2.7    | 9        | 3             | 476,875        | 29.96          | 1              | 13     | ▲ 3 |
|              | 工聯會       | 127,857      | 7.06      | ▲ 1.36   | 3        | 2        | 246,196       | 15.47          | 1              | 6              | ▲ 2    |     |
|              | 新民黨       | 68,097       | 3.76      |          | 2        |          |               |                |                | 2              | ▲ 1    |     |
|              | 自由黨       | 48,702       | 2.69      | ▼ 1.64   | 1        | 4        |               |                |                | 5              | ▲ 2    |     |
|              | 西九新動力   | 34,548       | 1.91      |          | 1        |          |               |                |                | 1              | 0      |     |
|              | 公民力量     | 23,988       | 1.32      |          | 0        |          |               |                |                | 0              | 0      |     |
|              | 第3力量      | 16,767       | 0.93      |          | 0        |          |               |                |                | 0              | 0      |     |
|              | 經濟動力     | 5,717        | 0.32      |          | 0        | 3        |               |                |                | 3              | ▼ 1    |     |
|              | 勞聯         |              |           |          |          | 1        |               |                |                | 1              | 0      |     |
|              | 新論壇       |              |           |          |          | 1        |               |                |                | 1              | ▲ 1    |     |
|              | 獨立建制派   | 80,671       | 4.45      |          | 1        | 10       |               |                |                | 11             | ▲ 2    |     |
| 建制派總計   | 建制派總計   | 建制派總計   | 772,487   | 42.66    | ▲ 2.91   | 17       | 24            | 723,071        | 45.43          | 2              | 43     | ▲ 6 |
|              |              | 民主黨       | 247,220   | 13.65    | ▼ 6.98   | 4        |               | 545,308        | 34.26          | 2              | 6      | ▼ 2 |
|              | 公民黨       | 255,007      | 14.08     | ▲ 0.42   | 5        | 1        |               |                |                | 6              | ▲ 1    |     |
|              | 工黨         | 112,140      | 6.19      |          | 3        | 1        |               |                |                | 4              | ▲ 1    |     |
|              | 人民力量     | 176,250      | 9.73      |          | 3        |          |               |                |                | 3              | ▲ 1    |     |
|              | 社民連       | 87,997       | 4.86      | ▼ 5.24   | 1        |          |               |                |                | 1              | 0      |     |
|              | 街工         | 43,799       | 2.42      | ▼ 0.38   | 1        |          |               |                |                | 1              | 0      |     |
|              | 民協         | 30,634       | 1.69      | ▼ 1.1    | 0        |          | 262,172       | 16.47          | 1              | 1              | 0      |     |
|              | 新同盟       | 28,621       | 1.58      |          | 1        |          |               |                |                | 1              | ▲ 1    |     |
|              | 民主陣線     | 2,896        | 0.16      |          | 0        |          |               |                |                | 0              | 0      |     |
|              | 教協         |              |           |          |          | 1        |               |                |                | 1              | 0      |     |
|              | 獨立泛民主派 | 33,988       | 1.87      |          | 0        | 3        |               |                |                | 3              |        |     |
| 泛民主派總計 | 泛民主派總計 | 泛民主派總計 | 1,018,552 | 56.24    | ▼ 3.26   | 18       | 6             | 807,480        | 50.73          | 3              | 27     | ▲ 4 |
| 中間派或其他 | 中間派或其他 | 中間派或其他 | 19,945    | 1.1      |          | 0        | 0             | 61,321         | 3.85           | 0              | 0      |     |
| 總計         | 總計         | 總計         | 1,815,448 | 投票率   | 52.25    | 35       | 30            | 1,591,872      | 投票率         | 49.44          | 70     |     |

### 黨派分區得票
| 區域       | 區域       | 建制派 | 建制派 | 建制派 | 建制派 | 建制派   | 泛民主派 | 泛民主派 | 泛民主派 | 泛民主派 | 泛民主派 | 泛民主派 |
| 區域       | 區域       | 民建聯 | 工聯會 | 新民黨 | 自由黨 | 獨立建制 | 公民黨   | 民主黨   | 人民力量 | 工黨     | 社民連   | 獨立泛民 |
| ---------- | ---------- | ------ | ------ | ------ | ------ | -------- | -------- | -------- | -------- | -------- | -------- | -------- |
|            | 中西區     | 22.75% | 9.06%  | 9.06%  | 5.6%   | 0.57%    | 21.85%   | 13.8%    | 4.96%    | 9.39%    | 0.85%    | 4.75%    |
| 灣仔區     | 21.8%      | 5.02%  | 10.94% | 6.79%  | 0.57%  | 23.11%   | 12.22%   | 5.11%    | 8.84%    | 0.73%    | 4.79%    |          |
| 東區       | 20.78%     | 9.38%  | 8.66%  | 5.4%   | 1.24%  | 21.26%   | 11.19%   | 5.85%    | 9.79%    | 1.05%    | 5.82%    |          |
| 南區       | 21.14%     | 8.63%  | 9.64%  | 4.41%  | 0.5%   | 20.21%   | 13.6%    | 5.91%    | 9.32%    | 0.93%    | 5.6%     |          |
| 香港島總計 | 香港島總計 | 21.29% | 8.26%  | 9.16%  | 5.35%  | 0.9%     | 21.31%   | 12.26%   | 5.64%    | 9.53%    | 0.96%    | 5.21%    |
|            | 油尖旺區   | 22.71% |        |        |        | 16.08%   | 17.96%   | 18.1%    | 16.75%   |          |          | 7.89%    |
| 深水埗區   | 19.12%     |        |        |        | 14.4%  | 14.88%   | 11.9%    | 16.68%   |          |          | 22.68%   |          |
| 九龍城區   | 20.2%      |        |        |        | 18.88% | 16.76%   | 17.49%   | 16.49%   |          |          | 9.89%    |          |
| 九龍西總計 | 九龍西總計 | 20.41% |        |        |        | 16.5%    | 16.34%   | 15.52%   | 16.62%   |          |          | 13.2%    |
|            | 黃大仙區   | 13.37% | 16.97% |        |        | 11.59%   | 14.06%   | 17.52%   | 12.91%   |          | 9.96%    | 2.51%    |
| 觀塘區     | 19.04%     | 12.42% |        |        | 14.95% | 15.05%   | 13.8%    | 12.82%   |          | 9.29%    | 1.47%    |          |
| 九龍東總計 | 九龍東總計 | 16.65% | 14.34% |        |        | 13.54%   | 14.63%   | 15.37%   | 12.86%   |          | 9.57%    | 1.91%    |
|            | 荃灣區     | 23.2%  | 5.04%  | 11.75% |        | 1.92%    | 20.43%   | 10.03%   | 8.72%    | 5.92%    | 1.56%    | 8.9%     |
| 屯門區     | 22.63%     | 7.78%  | 6.43%  |        | 5.66%  | 14.36%   | 13.65%   | 9.47%    | 9.18%    | 1.98%    | 6.5%     |          |
| 元朗區     | 25.84%     | 5.87%  | 7.40%  |        | 8.35%  | 12.43%   | 8.87%    | 9.31%    | 10.1%    | 2.05%    | 7.05%    |          |
| 葵青區     | 19.28%     | 8.27%  | 6.84%  |        | 4.6%   | 12.4%    | 14.38%   | 8.09%    | 7.22%    | 1.8%     | 15.14%   |          |
| 離島區     | 25.4%      | 9.26%  | 5.59%  |        | 6.38%  | 17.46%   | 9.47%    | 8.77%    | 6.42%    | 1.61%    | 6.96%    |          |
| 新界西總計 | 新界西總計 | 22.83% | 7.07%  | 7.58%  |        | 5.53%    | 14.48%   | 11.77%   | 8.9%     | 8.22%    | 1.86%    | 9.36%    |
|            | 北區       | 26.13% | 5.87%  |        | 8.22%  | 4.02%    | 4.58%    | 17.21%   | 8.82%    | 8.36%    | 11.17    | 4.86%    |
| 大埔區     | 21.1%      | 5.07%  |        | 6.56%  | 7.39%  | 7.2%     | 12.58%   | 9.19%    | 9.32%    | 10.62%   | 10.37%   |          |
| 西貢區     | 15.72%     | 5.39%  |        | 4.8%   | 19.57% | 6.92%    | 12.4%    | 7.34%    | 6.46%    | 9.6%     | 11.25%   |          |
| 沙田區     | 16.54%     | 5.02%  |        | 7.23%  | 11.86% | 8.08%    | 15.92%   | 8.01%    | 9.54%    | 10.46%   | 6.46%    |          |
| 新界東總計 | 新界東總計 | 18.75% | 5.26%  |        | 6.67%  | 11.68%   | 7.05%    | 14.67%   | 8.19%    | 8.53%    | 10.39%   | 8.08%    |
| 全港總計   | 全港總計   | 20.22% | 7.06%  | 3.76%  | 2.69%  | 8.93%    | 14.08%   | 13.65%   | 9.73%    | 6.19%    | 4.86%    | 7.90%    |

建制/泛民票站得票（綠色為泛民，紅色為建制）：建制派於元朗、西貢、南區、新界東北鄉郊、大嶼山、長洲等地區維持優勢。而荃灣福來、石圍角、西貢環保、橫頭磡、土瓜灣等建制派任區議員的地區建制派都得票過半。觀塘的啟業、順利、秀茂坪、油塘建制派都勝過泛民主派。而中上階級的半山區也出現倒向建制派的清況。
游離票率增長：除了八鄉、錦田、新界東北、南丫島等鄉郊地區，以及沙田乙明、馬鞍山利安、大埔富亨、上水天平西，以及市區的九龍塘、美孚、奧運等泛民得票所有增長外，其餘地區都出現選票倒向建制派的情況，尤其以中環、東西半山、柴灣翡翠、深水埗富昌、石硤尾、黃大仙龍上、竹園北、油塘、大部份新界西地區以及將軍澳情況更為顯著。
地方選區結果票站得票最高政黨
區議會（第二）功能界別票站得票最高政黨

#### 地方選區
| \| 得票 \| 得票 \| 得票 \| 得票 \| 得票 \| \| ---------- \| ---------- \| ---- \| ------ \| ------ \| \| \| \| \| \| \| \| 民建聯 \| 民建聯 \| \| 20.35% \| 20.35% \| \| 公民黨 \| 公民黨 \| \| 14.17% \| 14.17% \| \| 民主黨 \| 民主黨 \| \| 13.73% \| 13.73% \| \| 人民力量 \| 人民力量 \| \| 9.8% \| 9.8% \| \| 工聯會 \| 工聯會 \| \| 7.11% \| 7.11% \| \| 工黨 \| 工黨 \| \| 6.25% \| 6.25% \| \| 社民連 \| 社民連 \| \| 4.89% \| 4.89% \| \| 新民黨 \| 新民黨 \| \| 3.83% \| 3.83% \| \| 自由黨 \| 自由黨 \| \| 2.71% \| 2.71% \| \| 街工 \| 街工 \| \| 2.43% \| 2.43% \| \| 西九新动力 \| 西九新动力 \| \| 1.92% \| 1.92% \| \| 民協 \| 民協 \| \| 1.7% \| 1.7% \| \| 新同盟 \| 新同盟 \| \| 1.57% \| 1.57% \| \| 公民力量 \| 公民力量 \| \| 1.33% \| 1.33% \| \| 第3力量 \| 第3力量 \| \| 0.93% \| 0.93% \| \| 經濟動力 \| 經濟動力 \| \| 0.32% \| 0.32% \| \| 民主陣綫 \| 民主陣綫 \| \| 0.16% \| 0.16% \| \| 獨立 \| 獨立 \| \| 5.74% \| 5.74% \| |            |  |        |        |
| 得票 |            |  |        |        |
| |            |  |        |        |
| 民建聯 | 民建聯     |  | 20.35% | 20.35% |
| 公民黨 | 公民黨     |  | 14.17% | 14.17% |
| 民主黨 | 民主黨     |  | 13.73% | 13.73% |
| 人民力量 | 人民力量   |  | 9.8%   | 9.8%   |
| 工聯會 | 工聯會     |  | 7.11%  | 7.11%  |
| 工黨 | 工黨       |  | 6.25%  | 6.25%  |
| 社民連 | 社民連     |  | 4.89%  | 4.89%  |
| 新民黨 | 新民黨     |  | 3.83%  | 3.83%  |
| 自由黨 | 自由黨     |  | 2.71%  | 2.71%  |
| 街工 | 街工       |  | 2.43%  | 2.43%  |
| 西九新动力 | 西九新动力 |  | 1.92%  | 1.92%  |
| 民協 | 民協       |  | 1.7%   | 1.7%   |
| 新同盟 | 新同盟     |  | 1.57%  | 1.57%  |
| 公民力量 | 公民力量   |  | 1.33%  | 1.33%  |
| 第3力量 | 第3力量    |  | 0.93%  | 0.93%  |
| 經濟動力 | 經濟動力   |  | 0.32%  | 0.32%  |
| 民主陣綫 | 民主陣綫   |  | 0.16%  | 0.16%  |
| 獨立 | 獨立       |  | 5.74%  | 5.74%  |

#### 區議會（第二）功能界別
| \| 得票 \| 得票 \| 得票 \| 得票 \| 得票 \| \| ------ \| ------ \| ---- \| ------ \| ------ \| \| \| \| \| \| \| \| 民主黨 \| 民主黨 \| \| 32.51% \| 32.51% \| \| 民建聯 \| 民建聯 \| \| 28.51% \| 28.51% \| \| 民協 \| 民協 \| \| 15.68% \| 15.68% \| \| 工聯會 \| 工聯會 \| \| 14.72% \| 14.72% \| \| 廢票 \| 廢票 \| \| 4.84% \| 4.84% \| \| 白韻琹 \| 白韻琹 \| \| 3.67% \| 3.67% \| |        |  |        |        |
| 得票 |        |  |        |        |
| |        |  |        |        |
| 民主黨 | 民主黨 |  | 32.51% | 32.51% |
| 民建聯 | 民建聯 |  | 28.51% | 28.51% |
| 民協 | 民協   |  | 15.68% | 15.68% |
| 工聯會 | 工聯會 |  | 14.72% | 14.72% |
| 廢票 | 廢票   |  | 4.84%  | 4.84%  |
| 白韻琹 | 白韻琹 |  | 3.67%  | 3.67%  |

### 廢票
廢票是指無效的選票，如白票、填寫不當、塗污了的選票等，算法是把總投票數字減去有效票數的數字；而廢票率則是廢票數量占總投票數字的百分比，公式如下：
對每個選區／功能界別而言：
| 有效票數 = ∑(各候選人票數)      |
| 廢票量 = 總票數 - 有效票數      |
| 廢票率 = 廢票量 ÷ 總票數 × 100% |

依以上定義運用前述公式作簡單計算，1998年以來歷屆廢票率見下表：
| 2012立法會選舉分區廢票統計 | 2012立法會選舉分區廢票統計 | 2012立法會選舉分區廢票統計 | 2012立法會選舉分區廢票統計 | 2012立法會選舉分區廢票統計 |
| 選區／界別                 | 投票人數                   | 有效選票                   | 無效選票                   | 廢票率                     |
| -------------------------- | -------------------------- | -------------------------- | -------------------------- | -------------------------- |
| 全港                       | 1,838,722                  | 1,810,984                  | 27,738                     | 1.51%                      |
| 香港島                     | 334,432                    | 330,766                    | 3,666                      | 1.10%                      |
| 九龍西                     | 236,033                    | 232,081                    | 3,952                      | 1.67%                      |
| 九龍東                     | 290,761                    | 284,782                    | 5,979                      | 2.06%                      |
| 新界西                     | 506,426                    | 498,610                    | 7,816                      | 1.54%                      |
| 新界東                     | 471,070                    | 464,745                    | 6,325                      | 1.34%                      |
| 區議會（第二）             | 1,672,793                  | 1,591,872                  | 80,921                     | 4.84%                      |

| 1998-2012立法會選舉分區廢票率 | 1998-2012立法會選舉分區廢票率 | 1998-2012立法會選舉分區廢票率 | 1998-2012立法會選舉分區廢票率 | 1998-2012立法會選舉分區廢票率 | 1998-2012立法會選舉分區廢票率 | 1998-2012立法會選舉分區廢票率 | 1998-2012立法會選舉分區廢票率 |
| 年份                          | 香港島                        | 九龍西                        | 九龍東                        | 新界西                        | 新界東                        | 全港                          | 區議會（二）                  |
| ----------------------------- | ----------------------------- | ----------------------------- | ----------------------------- | ----------------------------- | ----------------------------- | ----------------------------- | ----------------------------- |
| 1998                          | 0.71%                         | 0.62%                         | 0.64%                         | 0.54%                         | 0.68%                         | 0.64%                         | -                             |
| 2000                          | 1.05%                         | 0.81%                         | 1.03%                         | 0.77%                         | 0.68%                         | 0.86%                         | -                             |
| 2004                          | 0.64%                         | 1.03%                         | 0.80%                         | 0.74%                         | 0.86%                         | 0.80%                         | -                             |
| 2008                          | 0.46%                         | 0.56%                         | 0.71%                         | 0.61%                         | 0.56%                         | 0.57%                         | -                             |
| 2012                          | 1.10%                         | 1.67%                         | 2.06%                         | 1.54%                         | 1.34%                         | 1.51%                         | 4.84%                         |

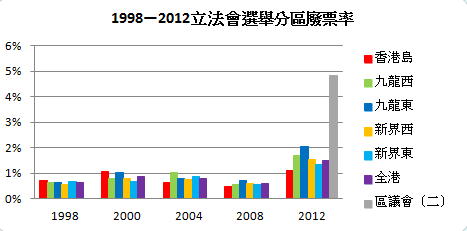

從上表以及右圖可見，整體而言由1998年至2008年的廢票率都表現穩定，保持在1%之下，數字屬於偏低，全港（撇除功能界別）的廢票率最多也不過0.86%，而2012年的數字為1.51%，幾乎多了一倍，更比上一屆0.57%高了接近兩倍。
地方選區方面，全港累計共27,738張廢票，廢票率1.51%，廢票率最低是香港島的1.10%，最高為九龍東的2.08%。五區的廢票率比上屆均全綫上升，香港島、九龍西、九龍東、新界西、新界東分別是上屆的2.391倍、2.98倍、2.90倍、2.52倍、2.393倍，全港則是2.65倍，增幅顯著，以香港島最小，九龍西最大。
區議會（第二）功能界別是本屆選舉所新增，故無往績可尋，不過仍可用地方選區的數據來相對照。廢票共80,921張，佔總票數的4.84%，是地方選區全港廢票27,738的2.9倍、廢票率1.52%的3.2倍。
今屆廢票率較歷屆明顯為高的原因，主要包括有選民響應人民力量的積極呼籲而故意投下廢票，以及有選民不熟悉「一人兩票」的投票程序而錯誤投下廢票。而政府在選舉前亦預料廢票增加會延長點票時間。

## 選後統計
得票率
由於每個地方選區／功能界別選民基數都不同，因此所有得票數字不能直接比較。另因地方選區法定門檻每區不同，故此地方選區的得票率將會以得票除以法定門檻（即該名單得票是法定門檻的多少倍）作比較。功能界別的得票率則直接以得票百分率比較。
- 得票率最高當選名單（地方直選）：香港島地方選區公民黨名單陳家洛、陳淑莊（法定門檻的1.49倍／70,475票）
- 得票率最高當選名單（超級區選）：民主黨名單涂謹申、趙家賢、區諾軒（19.88%／316,468票）
- 得票率最高當選者（傳統功能界別）：社會福利界工黨候選人張國柱（89.08%／9,078票）

- 得票率最低當選名單（地方直選）：香港島地方選區名單王國興、潘佩璆、朱天樂、何毅淦、陳智恆（法定門檻的0.58倍／27,336票）
- 得票率最低當選名單（超級區選）：民主黨名單何俊仁、鄺俊宇、林紹輝（14.38%／228,840票）
- 得票率最低當選者（傳統功能界別）：建築、測量及都市規劃界候選人謝偉銓（35.20%／1,668票）

- 得票率最高落選名單（地方選區）：九龍西地方選區民協名單譚國僑、廖成利、莫嘉嫻、黃志勇、吳寶珊（法定門檻的0.65倍／30,634票）
- 得票率最高落選名單（超級區選）：民建聯/公民力量名單劉江華（12.55%／199,732票）
- 得票率最高落選者（傳統功能界別）：紡織及製衣界候選人陳亨利（43.93%／843票）

- 得票率最低落選名單（地方選區）：香港島地方選區名單何家泰（法定門檻的0.007倍／343票）
- 得票率最低落選名單（超級區選）：獨立候選人白韻琹（3.87%／61,321票）
- 得票率最低落選者（傳統功能界別）：金融服務界候選人林德明（1.07%／5票）

- 未能得到選舉資助的地方選區名單數：22張（32.83%）
- 被沒收選舉按金的地方選區名單數：20張（29.85%）
- 未能得到選舉資助的功能界別名單數：2張
- 被沒收選舉按金的功能界別名單數：1張

年齡
- 最年輕議員：勞工界鄧家彪、漁農界何俊賢（32歲）
- 最年長議員：鄉議局劉皇發（76歲）
- 地方選區議員平均年齡：54.1歲
- 功能界別議員平均年齡：54.5歲

性別
- 男議員數目：59人（84.29%）
- 女議員數目：11人（15.71%）

性取向
- 陳志全是香港，也是大中華地區首位公開的同性戀立法機關議員。

## 選舉焦點
選舉結果，泛民主派地區直選失利，與建制派的議席比例由19：11減至18：17。惟泛民主派憑著「超級區議會」贏得的三個席次，加上成功取回會計界及資訊科技界兩個功能組別議席，使泛民主派的功能界別議席增至九席。泛民主派的功能界別議席增加，連同直選議席，使立法會兩大陣營維持「六四格局」，比例與上屆相同。

### 地方選區焦點
隨著每區議席和名單數目增加以及政黨策略改變，即使在比例代表制下，是次為歷屆選舉首次沒有名單取得兩席或以上。

#### 香港島
香港島是次選舉增加一席，選舉結果使上屆泛民四席、建制兩席，變成建制四席，泛民三席的局面，泛民與建制兩大陣營的得票差距由上屆的六萬多票拉近至三萬多票。雖然泛民名單取得的票數較多，但建制派在本區議席額數首次超越泛民。
建制派方面，民建聯與工聯會分拆名單，立法會主席曾鈺成自成一人名單，集中在南區和中西區拉票，東區區議會主席鍾樹根則聯同東區及灣仔區區議員合組名單；去屆在新界西當選的王國興則回師港島參選；而自由黨主席劉健儀則棄功能界別轉戰參選；同時有葉劉淑儀在本區尋求連任。結果除曾鈺成、鍾樹根、葉劉淑儀三張名單成功當選外，港島最後一席亦落在王國興手上，而葉劉淑儀相比去屆得票大幅下降五成。劉健儀僅取得17,686票支持，排名第九，結束其24年議會生涯。
泛民主派方面，民主黨的甘乃威放棄連任，由有意出戰港島的副主席單仲偕接棒，由楊森繼續排在第二位；而公民黨則把上屆名單排首位之陳淑莊排在第二位，而黨主席陳家洛則排第一名；而人民力量則推創黨主席劉嘉鴻排首名，蕭若元排第二名。三方也希望利用知名度力谷第一名當選，唯公民黨極力希望使用上屆模式，爭取八萬票支持，同時保送陳淑莊入局。選舉結果，單仲偕、陳家洛與尋求連任的何秀蘭成功當選。儘管公民黨在選前一日在明報登頭版全版廣告要保住陳淑莊，但公民黨吸票能力不如預期，餘票不足使陳淑莊以四千多票之差敗給王國興名單，未能取得最後一席。人民力量的劉嘉鴻的名單一度有機會入局，一度在民調中排名第五，最後階段受到民主黨的反攻，加上建制派配票得宜，僅得18,667票而落選。社民連的吳文遠則在缺乏知名度、區議員連任失敗影響地區樁腳（2011年區議會選舉），加上人民力量分票下，未能保持曾健成的萬多票，只取得三千多票。獨立候選人勞永樂則取得16,900票，依然未能重返立法會。
其餘三位候選人許清安、吳榮春及何家泰因缺乏知名度而落選，需被沒收選舉按金。
| 政治陣營 | 政治陣營 | 所得議席 | 參選名單數 | 總得票  | 總得票比例 |
| -------- | -------- | -------- | ---------- | ------- | ---------- |
|          | 建制派   | 4        | 7          | 149,131 | 45.09%     |
|          | 泛民主派 | 3        | 7          | 181,635 | 54.91%     |

#### 九龍西
九龍西是屆沒有增減議席，參選名單卻由上屆13張減至9張。
由於民主黨涂謹申的轉戰超級區議會，故由黃碧雲接棒，而教育界的張文光掛第二位。而民協的馮檢基亦轉戰超級區議會，由在區議會落選的譚國僑接棒。而民建聯的李慧琼亦轉戰超級區議會，但因為地方支部未能擺平接任的人選，最後由副主席蔣麗芸空降接棒。人民力量的黃毓民及西九新動力的梁美芬則尋求連任，公民黨的毛孟靜及工聯會建造工會的泥水工人周聯僑亦參選。上屆落敗的林依麗組成四人名單、九龍城區議員黃以謙、黃大仙區議員黃逸旭也自組名單參選。
由於多方面的壓力，工聯會的周聯僑最後在提名期內宣佈棄選，而且民協亦意識到，今次譚國僑的民調太弱，故在新界西調回民協主席廖成利排第二位，集中力量以確保譚國僑能順利當選。而黃毓民未有與泛民合流，並指責黃碧雲與譚國僑支持2012政改方案。林依麗則在整個選戰中集中攻擊獲中聯辦支持的梁美芬，主要指梁美芬的一些炒賣樓宇以及金錢關係。
最後選戰結果，毛孟靜、黃毓民、黃碧雲、蔣麗芸、梁美芬成功當選。譚國僑因知名度不及馮檢基的關係，在九龍城區、油尖旺區得票率甚低，只在深水埗區較有優勢，最後僅以四千票之差，輸給梁美芬而落敗。與四年前的名單的分別，只是從公民黨轉成民協。民協自1998年以來，再次失去在九龍西的議席。
| 政治陣營 | 政治陣營 | 所得議席 | 參選名單數 | 總得票  | 總得票比例 |
| -------- | -------- | -------- | ---------- | ------- | ---------- |
|          | 建制派   | 2        | 3          | 85,657  | 36.90%     |
|          | 泛民主派 | 3        | 6          | 146,424 | 63.09%     |

#### 九龍東
九龍東是屆增加一席至五席，引來九張名單爭奪位置。民主黨的李華明不再參選，由黃大仙票王、黨內第二梯隊的胡志偉接棒，工聯會的黃國健、民建聯的陳鑑林、公民黨的梁家傑繼續尋求連任，社民連的陶君行繼續參選，人民力量的黃洋達則首次參選，而得到傳統建制派支持的謝偉俊從旅遊界轉戰地方選區。
大量地方區議員及親中團體的力挺謝偉俊，期望以民建聯與工聯會兩張名單的餘票，另外以其專業人士的身份希望吸取游離票，奪取新增的議席。依賴陶君行、黃洋達二人互相拉扯而令謝偉俊當選，是九龍西「梁美芬模式」的翻版。選戰中的民調，由於黄洋達於選舉論壇中表現較突出，長期在當選門檻之內。而胡志偉雖然知名度比較高，更有前立法會議員李華明撐腰，亦不時跌出當選名單。謝偉俊亦飽受攻擊，被稱為「西環契仔」(即指中聯辦的乾兒子)。選戰後期，隨著民主黨的告急，加上人民力量受選舉資金來源的醜聞困擾，謝偉俊、陶君行、黃洋達、胡志偉的民調相近，陷入混戰。
選戰結果，胡志偉、黃國健、陳鑑林、梁家傑成功當選，但謝偉俊僅僅以不足二千票之差，擊敗因互搶選票導致分薄票源的陶君行、黃洋達，僥倖奪得最後一席，變成建制三席、泛民二席的局面。繼2000年及2008年建制泛民平分議席後，建制派首次在議席上佔優。報稱支持泛民的譚香文及獨立候選人嚴鳳至則長期在民調處於陪跑位置，分別僅得五千多票及三千多票，最終落選，需被沒收選舉按金。
| 政治陣營 | 政治陣營 | 所得議席 | 參選名單數 | 總得票  | 總得票比例 |
| -------- | -------- | -------- | ---------- | ------- | ---------- |
|          | 建制派   | 3        | 3          | 126,785 | 44.52%     |
|          | 泛民主派 | 2        | 5          | 157,997 | 55.48%     |

#### 新界西
新界西今次增加一席至九席。民主黨何俊仁臨時轉戰超級區議會，由李永達的妻子、屯門區議員、上屆參選飲食界功能界別的陳樹英接棒，以元朗、屯門以及荃灣荃景圍以西為拉票區。民主黨李永達、工黨李卓人、街工梁耀忠、人民力量陳偉業參選爭取連任。民建聯則大膽分拆三張名單參選，譚耀宗以屯門為拉票區、元朗區議會主席梁志祥以元朗及離島鄉郊為拉票區、荃灣區議員陳恆鑌以荃灣、葵青、東涌為拉票區。工聯會王國興轉戰港島，由葵青區議員麥美娟接棒。
新民黨田北辰、民主陣線麥業成、社民連曾健成、牧師陳一華、公民黨郭家麒參選，余若薇把自己排第二位，希望以自己的知名度與郭家麒雙雙當選。
另外，本屆選舉鄉事派正式與民建聯分家，屯門鄉事委員會主席、香港律師會前會長何君堯參選。創立城鄉居民共和協會的第3力量陳強參選，得到排第三的屯門新鄉事勢力議員蘇嘉雯、元朗十八鄉鄉事委員會主席梁福元等鄉事議員支持。惟民建聯的梁志祥亦有鄉事背景，陳恆鑌則獲放棄連任的鄉議局副主席張學明及主席劉皇發支持。由於選舉競爭激烈，梁志祥更一度向廉政公署舉報有人大規模在鄉村進行賄選。
譚耀宗的民調一開始很高，甚至連第二位的龍瑞卿也當選，於是譚耀宗在不同的論壇中為梁志祥、陳恆鑌宣傳，而梁陳二人的民調一直在當選門檻之外，政界一直謠傳，民建聯會打棄保牌。但實際上民建聯兩個也沒有放棄，例如譚耀宗親自為陳恆鑌助選，開放屯門予梁志祥拉票，張學明在選舉當日陪陳恆鑌入村爭取鄉事票以及掃街，另外在投票日前伴梁志祥入村爭取鄉事票。工聯會的麥美娟民調一直都是維持3-6%，甚至一度跌出當選門檻之外，結果民建聯與工聯會亦告急。
公民黨郭家麒的民調一直高企，亦一度可以令余若薇當選。民主黨的李陳夫妻，李永達的民調一直排在當選區的中下游，而陳樹英的民調更長期在當選門檻之外，很早便開始告急。
選舉結果，譚耀宗、梁志祥、陳恆鑌三人的得票非常平均，至少有三萬三千票或以上，而工聯會穩住上屆得票。譚耀宗、梁志祥、陳恆鑌、麥美娟四人成功當選，尤其梁志祥奪得最後一席。新民黨田北辰憑著前一年在愉景新城當選區議員的聲勢，亦成功得到中產人士的支持成功當選。泛民主派的舊人中，就只有李卓人、梁耀忠、陳偉業能夠成功連任。
選舉當日，公民黨在《明報》刊登頭版全版廣告，保住余若薇。加上《蘋果日報》的「保住余若薇，留住陳淑莊」報導。令公民黨更大幅吸取民主黨選票。結果郭家麒當選，但餘票只有一萬六千票，余若薇不單會輸給民建聯梁志祥，甚至輸給民主黨李氏夫妻，只以十六票之差，排在第3力量陳強前面，為第十二位。由於公民黨大量扯走選票，令李永達以985票之差輸給梁志祥，在分區得票來說，李永達只在葵青區稍有優勢，比公民黨名單稍多，而陳樹英在屯門區未能承繼何俊仁的得票，在元朗、天水圍之得票亦不甚理想下，最後以25892票落選。民主黨在新界西失去全部議席，回歸後首次未能在五區均有議席。
由於公民黨大量扯走原本支持民主黨的選票，引致泛民主派配票失敗，建制派以三成七的選票奪取新界西過半席次，令新界西變成建制五席，泛民四席的逆轉局面。
| 政治陣營 | 政治陣營 | 所得議席 | 參選名單數 | 總得票  | 總得票比例 |
| -------- | -------- | -------- | ---------- | ------- | ---------- |
|          | 建制派   | 5        | 8          | 214,447 | 43.00%     |
|          | 泛民主派 | 4        | 8          | 284,163 | 57.00%     |

#### 新界東
今次新界東席次由七席大幅增至九席，加上現任議員鄭家富不連任，引來多方參選，包括人民力量的陳志全、新民主同盟的范國威、經濟動力的邱榮光、脫離自由黨的方國珊、再戰議會的自由黨榮譽主席田北俊、從勞工界轉戰直選的工聯會葉偉明。
民主黨分拆三張名單參選，沙田及將軍澳的劉慧卿、北區的黃成智、以大埔及馬鞍山為拉票區的蔡耀昌。民建聯亦正式分拆兩張名單，劉江華轉戰超級區議會，爭取連任的陳克勤以北區及大埔為拉票區及沙田區議員葛珮帆以沙田及將軍澳為拉票區兩張名單。而公民力量正式與民建聯分家，得到龐愛蘭加盟領軍出戰。公民黨湯家驊、社民連梁國雄爭取連任、工黨張超雄從新界西轉戰新界東參選。
經濟動力的邱榮光集合九人參選，得到多名新界鄉事派人士及區議員排入名單中，包括湯寶珍、陳灶良、彭樹穩、劉偉倫、成國柱、文春輝、鄧光榮、駱水生。而自由黨則得到侯志強為首的北區鄉事派的力撐，民建聯亦有不少黨內地方鄉事派議員的支持。
選戰中途，人民力量的陳志全迫入當選門檻，民主黨的黃成智亦因選戰中途被揭發報名以後派發禮物，「如果(剩女)爲了增加性伴侶，或者令性觀念開放的話，我相信這樣會牽涉到道德操守問題」的敵視盛女發言、廣發單張指自己支持要求同性戀者接受「拗直治療」三項事件令他的支持度急降，跌出當選門檻之外。新民主同盟的范國威的民調一直在當選門檻之外。
選舉當日，網上不少輿論要求自行配票支持陳志全、范國威。而鄭家富亦親身替范國威拉票，並張貼橫額支持除民主黨以外的其他泛民主派候選人。
選戰結果，社民連梁國雄一如民調所示排名第一，成為新東票王，而民建聯葛珮帆與陳克勤成功當選，張超雄、陳志全、劉慧卿、湯家驊、田北俊成功當選。新界東最後一席，落在民調一直在當選門檻之外的新民主同盟的范國威之手。因葛珮帆拒絕配票，引致方國珊、葉偉明、龐愛蘭三人的得票非常平均，只有二萬多而落選。而黃成智排在該三張名單之後，只有21,118票連任失敗。
今屆選舉泛民主派繼續因為配票成功，增加一席，奪得六席。但民主黨由原來的三席（劉慧卿、黃成智、鄭家富）淪為只能保得一席（劉慧卿）；而建制派亦增加一席，奪得三席。
其餘候選人一直處於民調之末席，包括107動力、西貢區議員、獅子山學會成員何民傑，選舉常客、報稱獨立的梁安琪，在選舉論壇發言出位的陳國強，以及反地產霸權、發起一年不幫襯地產商的龐一鳴。除了龐一鳴能取得六千多票外，其餘候選人只取得一、兩千票的成績，鎩羽而歸。
| 政治陣營 | 政治陣營 | 所得議席 | 參選名單數 | 總得票  | 總得票比例 |
| -------- | -------- | -------- | ---------- | ------- | ---------- |
|          | 建制派   | 3        | 10         | 197,966 | 42.59%     |
|          | 泛民主派 | 6        | 9          | 266,779 | 57.40%     |

### 超級區議會焦點
由於超級區議會是新增的席次，而且是香港選舉史上首次以全香港作為一個大選區進行近乎全民投票的選舉(傳統功能界別選民不能是超級區議會選民)。所以各黨派希望以知名度高的政治明星出戰。
工聯會陳婉嫻東山復出，再戰黃大仙區議會。而民建聯劉江華在報名最後一刻在沙田區議會田心選區出選，絕大部份人認為，兩人此舉是為了超級區議會而來。
最後工聯會推舉陳婉嫻出戰，而除了劉江華外，民建聯成功勸說九龍城區議員李慧琼出戰超級區議會，為了加強李慧琼的知名度，劉江華放棄了行政會議議席，由李慧琼出任。劉江華以新界為責任區，而李慧琼則以九龍、香港島為責任區。由於民建聯在上屆在新界取得接近二十萬票，而九龍香港只得十餘萬，加上知名度等因素，李慧琼被視為較弱。
由於一般認為，以泛民主派在各區的支持度，可以有三席的議席，民主黨則由主席何俊仁以及涂謹申出戰。何俊仁主要以新界為責任區，而涂謹申亦主要以九龍香港為責任區，與民建聯一樣，加上民主黨在涂謹申主持九龍西事務時九龍西日漸衰弱，在2011年區議會選舉中，油尖旺區議會只餘下涂謹申一席，故一般視涂謹申為較弱。而民協的馮檢基也得到足夠的提名出戰，自稱為泛民爭奪第三席。但民協樁腳的根據地零散，只在新界西、九龍東、九龍西，故馮檢基在三名泛民的候選人中較弱。而公民黨的南區區議員司馬文，則未能得到黨的支持及取得足夠提名出戰。
而被視為建制陣營的白韻琹，則得到不少獨立人士、鄉事派以及麥業成的提名出戰。而且成功爭取退出人民力量的「維園阿哥」任亮憲作為義務顧問，為競選出謀劃策。
選舉的民調，開始時陳婉嫻領先、何俊仁、涂謹申、劉江華、李慧琼五人在當選門檻之中，馮檢基在當選門檻之外，但馮檢基告急以後，變成李慧琼趺出當選門檻之外。到了終盤的民調，反過來變成李慧琼在第五名，劉江華跌出當選門檻之外。
選舉結果，涂謹申在被視為較弱之下得票第一成為「票王」，李慧琼吸走建制派的票源得票第二成為「票后」，馮檢基在告急聲中得票第三，陳婉嫻的票源流向李慧琼陣營之下得到第四，何俊仁得到第五。劉江華只得第六而落選。而白韻琹只得六萬多票而落選。
儘管民主黨、民建聯、工聯會以及民協的地方選區候選人與超級區議會的候選人共同宣傳（例如一塊宣傳版中以兩個候選人頭像並列），但並無產生1991年推行立法局雙議席雙票制選舉時的聯票效應。

### 功能界別焦點
功能界別繼續維持建制派以絕對優勢佔優，泛民主派憑著「超級區議會」贏得的三個席次，加上成功取回會計界及資訊科技界兩個功能組別議席，使泛民主派的功能界別議席有九席。

### 整個選舉焦點
立法會選舉過後，在新增五個議席下，泛民主派在地方選區上之議席由上屆的19席卻反而倒退至18席，跟建制派的比對由19:11大幅收窄至18:17，只保留極微小優勢，六四黃金定律被打破，新增的議席全由建制派獲得。
泛民主派整體得票雖有增長，卻不及建制派多，整體得票率下降，這還發生在高投票率之下，除了在新界東因配票成功取得6席外，其餘四區因配票失敗，導致大量選票浪費，造成泛民在九龍東、香港島、新界西雖然總票數較建制派多，直選議席較建制派少。有評論指除了因為泛民主派選舉協調失敗、互相搶奪選票及攻擊以及地方選區經營不足外，年長和中國新移民選民增加亦有關係（不少年長選民偏向支持建制派，建制派憑競選資源容易就年長選民進行動員），但泛民主派互搶選票及配票失敗，是導致大量選票浪費及地方選區失利的主要因素之一，因為根據名單比例代表制下的選舉制度，若泛民主派成功配票，按得票比例應至少取得20－22席。

## 選舉過後各候選人發展

### 地方選區

#### 香港島
1.
- 許清安於2015年香港區議會選舉當選。

2.
- 單仲偕於2014年香港區議會海怡西選區補選落選，參與2016年香港立法會選舉香港島選區名單中第2位，連任失敗。
- 柴文瀚於2015年香港區議會選舉當選。
- 鄭麗琼於2015年香港區議會選舉當選。
- 梁淑楨因嚴重中風，連續三次未得區議會同意下缺席區議會大會，喪失議員資格，最終於2014年11月10日離世。
- 許智峯於2015年香港區議會選舉當選，參與2016年香港立法會選舉香港島選區名單中第1位，當選。

3.
- 勞永樂於2015年5月9日早上8時30分於嘉諾撒醫院因末期肺癌不治，享年60歲。

4.
- 劉嘉鴻辭任人民力量主席,參與2016年香港立法會選舉香港島選區名單中第1位，落選。

5.
- 鍾樹根在2012年12月18日辭任東區區議會主席，於2015年香港區議會選舉落選，參與2016年香港立法會選舉香港島選區名單中第2位，連任失敗。
- 丁江浩於2015年香港區議會選舉當選，參與2016年香港立法會選舉香港島選區名單中第5位。
- 周潔冰於2015年香港區議會選舉當選。
- 龔柏祥於2015年香港區議會選舉當選。
- 顏尊廉於2015年香港區議會選舉當選。
- 李均頤於2015年香港區議會選舉當選。
- 鄭志成於2015年香港區議會選舉當選。

7.
- 何秀蘭參與2016年香港立法會選舉香港島選區名單中第1位，連任失敗。

8.
- 葉劉淑儀參與2016年香港立法會選舉香港島選區名單中第1位，連任成功。
- 謝子祺於2015年香港區議會選舉落選，參與2016年香港立法會選舉香港島選區名單中第4位。

9.
- 王國興於2015年香港區議會選舉當選，參與2016年香港立法會選舉區議會第二功能界別名單第1位，連任失敗。
- 何毅淦於2015年香港區議會選舉當選，參與2016年香港立法會選舉香港島選區名單中第3位。

10.
- 陳家洛於2015年香港區議會選舉落選，放棄連任。
- 陳淑莊參與2016年香港立法會選舉香港島選區名單中第1位，當選。

12.
- 曾鈺成放棄連任。

13.
- 邵家輝於2015年香港區議會選舉當選，參與2016年香港立法會選舉批發及零售界功能界別，當選。
- 李鎮強於2015年香港區議會選舉當選。

14.
- 吳文遠成為社會民主連線主席，參與2016年香港立法會選舉九龍西選區名單中第1位，落選。

#### 九龍西
1.
- 黃以謙參與2016年香港立法會選舉醫學界功能界別，落選。

2.
- 黃碧雲參與2016年香港立法會選舉九龍西選區名單中第1位，連任成功。
- 李耀基退出民主黨。
- 袁海文於2015年香港區議會選舉當選，參與2016年香港立法會選舉九龍西選區名單中第2位。

3.
- 譚國僑於2015年香港區議會選舉當選，參與2016年香港立法會選舉九龍西選區名單中第1位，落選。
- 廖成利離任民協主席
- 莫嘉嫻於2015年香港區議會選舉落選。
- 黃志勇放棄連任區議員。

4.
- 黃逸旭於2015年香港區議會選舉當選。

5.
- 蔣麗芸參與2016年香港立法會選舉九龍西選區名單中第1位，連任成功。
- 葉傲冬於2015年香港區議會選舉當選，參與2016年香港立法會選舉九龍西選區名單中第2位。
- 鄭泳舜於2015年香港區議會選舉當選。
- 陳偉明於2015年香港區議會選舉當選，參與2016年香港立法會選舉九龍西選區名單中第3位。
- 林心廉於2015年香港區議會選舉當選。

6.
- 黃毓民參與2016年香港立法會選舉九龍西選區名單中第1位，連任失敗。

7.
- 林依麗於2015年香港區議會選舉落選，參與2016年香港立法會選舉九龍西選區名單中第1位，落選。
- 區詠豪參與2016年香港立法會選舉九龍西選區名單中第2位。

8.
- 梁美芬加入經民聯，於2015年香港區議會選舉當選，參與2016年香港立法會選舉九龍西選區名單中第1位，連任成功。
- 楊永傑於2015年香港區議會選舉當選。
- 韋海英於2015年香港區議會選舉落選。
- 梁文廣於2015年香港區議會選舉當選，參與2016年香港立法會選舉九龍西選區名單中第2位。

9.
- 毛孟靜參與2016年香港立法會選舉九龍西選區名單中第1位，連任成功。
- 王德全於2015年香港區議會選舉落選。

#### 九龍東
1.
- 梁家傑參與2016年香港立法會選舉九龍東選區名單中第2位，連任失敗。
- 譚文豪於2015年香港區議會選舉落選，參與2016年香港立法會選舉九龍東選區名單中第1位，當選。

2.
- 黃國健參與2016年香港立法會選舉九龍東選區名單中第1位，連任成功。
- 簡銘東於2015年香港區議會選舉當選，參與2016年香港立法會選舉九龍東選區名單中第3位。
- 莫健榮於2015年香港區議會選舉當選，參與2016年香港立法會選舉區議會第二功能界別名單第2位。
- 何啟明於2015年香港區議會選舉當選，參與2016年香港立法會選舉勞工界功能界別，自動當選。

5.
- 胡志偉於2015年香港區議會選舉當選，參與2016年香港立法會選舉九龍東選區名單中第1位，連任成功。
- 莫建成於2015年香港區議會選舉當選，參與2016年香港立法會選舉九龍東選區名單中第2位。

6.
- 陳鑑林放棄連任。
- 黎榮浩於2015年香港區議會選舉當選，參與2016年香港立法會選舉九龍東選區名單中第2位。
- 洪錦鉉於2015年香港區議會選舉當選。
- 柯創盛於2015年香港區議會選舉當選，參與2016年香港立法會選舉九龍東選區名單中第1位，當選。

7.
- 謝偉俊於2015年香港區議會選舉當選，參與2016年香港立法會選舉九龍東選區名單中第1位，連任成功。

8.
- 黃洋達退出人民力量，參與2016年香港立法會選舉九龍東選區名單中第1位，落選。
- 陳秀慧退出人民力量。

9.
- 譚香文加入前綫，於2015年香港區議會選舉當選，參與2016年香港立法會選舉九龍東選區名單中第1位，落選。

#### 新界西
1.
- 梁志祥於2015年香港區議會選舉當選，參與2016年香港立法會選舉新界西選區名單中第1位，連任成功。
- 呂堅於2015年香港區議會選舉當選，參與2016年香港立法會選舉新界西選區名單中第2位。
- 黃煒鈴於2015年香港區議會選舉當選。
- 徐君紹邱榮光，參與2016年香港立法會選舉新界西選區名單中第5位。

2.
- 麥美娟於2015年香港區議會選舉當選，參與2016年香港立法會選舉新界西選區名單中第1位，連任成功。
- 陸頌雄於2015年香港區議會選舉當選，參與2016年香港立法會選舉勞工界功能界別，自動當選。
- 陳文偉於2015年香港區議會選舉當選。
- 葛兆源於2015年香港區議會選舉當選，參與2016年香港立法會選舉新界西選區名單中第3位。
- 鄧焯謙於2015年香港區議會選舉當選。

3.
- 陳樹英於2015年香港區議會選舉落選。
- 黃偉賢於2015年香港區議會選舉當選。
- 李洪波於2015年香港區議會選舉當選。
- 黃麗嫦於2015年香港區議會選舉當選，參與2016年香港立法會選舉新界西選區名單中第4位。
- 何杏梅於2015年香港區議會選舉當選。

4.
- 陳偉業參與2016年香港立法會選舉新界西選區名單中第2位，連任失敗。
- 湯詠芝於2015年香港區議會選舉落選，參與2016年香港立法會選舉新界西選區名單中第1位，落選。

5.
- 麥業成於2015年香港區議會選舉當選。

6.
- 曾健成於2015年香港區議會選舉落選。

7.
- 郭家麒參與2016年香港立法會選舉新界西選區名單中第1位，連任成功。
- 余若薇成爲公民黨主席。

8.
- 田北辰於2015年香港區議會選舉當選，參與2016年香港立法會選舉新界西選區名單中第1位，連任成功。
- 張慧晶退出新民黨，於2015年香港區議會選舉當選，參與2016年香港立法會選舉新界西選區名單中第1位，落選。
- 黃卓健於2015年香港區議會選舉當選。

9.
- 何君堯離任屯門鄉事委員會主席，於2015年香港區議會選舉當選，參與2016年香港立法會選舉新界西選區名單中第1位，當選。

11.
- 梁耀忠於2015年香港區議會選舉當選，參與2016年香港立法會選舉區議會第二功能界別名單第1位，連任成功。
- 黃潤達於2015年香港區議會選舉當選，參與2016年香港立法會選舉新界西選區名單中第1位，落選。

12.
- 陳恒鑌於2015年香港區議會選舉當選，參與2016年香港立法會選舉新界西選區名單中第1位，連任成功。
- 潘志成於2015年香港區議會選舉當選。
- 林琳於2015年香港區議會選舉當選，參與2016年香港立法會選舉區議會第二功能界別名單第3位。
- 陳振中於2015年香港區議會選舉當選，參與2016年香港立法會選舉新界西選區名單中第5位。
- 梁嘉銘於2015年香港區議會選舉落選，參與2016年香港立法會選舉新界西選區名單中第4位。

13.
- 蘇嘉雯加入新民黨，於2015年香港區議會選舉當選，參與2016年香港立法會選舉新界西選區名單中第3位。
- 鄒秉恬於2015年香港區議會選舉當選。
- 鄧家良於2015年香港區議會選舉當選。
- 潘小屏放棄連任區議員。

14.
- 李永達參與2016年香港立法會選舉新界西選區名單中第3位。
- 林立志於2015年香港區議會選舉落選。

15.
- 李卓人參與2016年香港立法會選舉新界西選區名單中第1位，連任失敗。
- 譚駿賢於2015年香港區議會選舉當選。

16.
- 譚耀宗離任民建聯主席，放棄連任。
- 龍瑞卿於2015年香港區議會選舉當選。
- 葉文斌於2015年香港區議會選舉當選，參與2016年香港立法會選舉新界西選區名單中第4位。
- 巫成峰於2015年香港區議會選舉當選，參與2016年香港立法會選舉區議會第二功能界別名單中第4位。

#### 新界東
1.
- 梁國雄於2013年觀塘區議會坪石選區補選落選，及後因被裁定刑事毀壞及公眾地方擾亂秩序罪成入獄4星期，參與2016年香港立法會選舉新界東選區名單中第1位，連任成功。

2.
- 黃宏滔於2015年香港區議會選舉當選，參與2016年香港立法會選舉區議會第二功能界別名單中第3位。
- 簡兆祺於2015年香港區議會選舉當選。
- 曾勁聰於2015年香港區議會選舉當選，參與2016年香港立法會選舉新界東選區名單中第3位。

3.
- 劉慧卿成爲民主黨主席，參與2016年香港立法會選舉新界東選區名單中第2位，連任失敗。
- 林少忠於2015年香港區議會選舉當選，後退出民主黨，加入新民主同盟。
- 林咏然於2015年香港區議會選舉落選，後退出民主黨。

5.
- 龐愛蘭退出公民力量，於2015年香港區議會選舉當選。
- 譚領律加入新民黨，於2015年香港區議會選舉當選，參與2016年香港立法會選舉新界東選區名單中第2位。
- 羅光強加入新民黨，於2015年香港區議會選舉落選。
- 陳國添加入新民黨，於2015年香港區議會選舉落選。
- 林松茵加入新民黨，於2015年香港區議會選舉當選。
- 梁家輝加入新民黨，於2015年香港區議會選舉當選，參與2016年香港立法會選舉新界東選區名單中第3位。
- 陳敏娟加入新民黨，於2015年香港區議會選舉當選，參與2016年香港立法會選舉新界東選區名單中第4位。
- 鄧永昌加入新民黨，於2015年香港區議會選舉落選。

6.
- 葛珮帆於2015年香港區議會選舉落選，參與2016年香港立法會選舉新界東選區名單中第1位，連任成功。
- 莊元苳於2015年香港區議會選舉當選，參與2016年香港立法會選舉新界東選區名單中第2位。
- 李世榮於2015年香港區議會選舉當選，參與2016年香港立法會選舉區議會第二功能界別名單中第2位。
- 李家良於2015年香港區議會選舉當選，參與2016年香港立法會選舉新界東選區名單中第6位。
- 董健莉於2015年香港區議會選舉當選，參與2016年香港立法會選舉新界東選區名單中第3位。
- 黃冰芬於2015年香港區議會選舉當選。

7.
- 陳志全參與2016年香港立法會選舉新界東選區名單中第1位，連任成功。
- 袁彌明成爲人民力量主席，於2014年香港區議會海怡西選區補選落選，於2015年香港區議會選舉落選，參與2016年香港立法會選舉香港島選區名單中第2位。

8.
- 邱榮光放棄連任區議員。
- 湯寶珍加入經民聯，於2015年香港區議會選舉落選。
- 陳灶良加入經民聯，於2015年香港區議會選舉當選。
- 劉偉倫加入經民聯，於2015年香港區議會選舉落選。
- 文春輝加入經民聯，離任大埔鄉事委員會主席，於2015年香港區議會選舉落選。
- 鄧光榮離任西貢北鄉事委員會主席。
- 駱水生離任西貢鄉事委員會主席。

9.
- 陳克勤參與2016年香港立法會選舉新界東選區名單中第1位，連任成功。
- 劉國勳於2015年香港區議會選舉當選，參與2016年香港立法會選舉區議會第一功能界別，自動當選。
- 黃碧嬌於2015年香港區議會選舉當選，參與2016年香港立法會選舉新界東選區名單中第4位。
- 藍偉良於2015年香港區議會選舉當選，參與2016年香港立法會選舉新界東選區名單中第5位。
- 胡健民於2015年香港區議會選舉當選，參與2016年香港立法會選舉新界東選區名單中第2位。
- 姚銘於2015年香港區議會選舉當選，參與2016年香港立法會選舉新界東選區名單中第3位。

10.
- 張超雄參與2016年香港立法會選舉新界東選區名單中第1位，連任成功。
- 郭永健於2015年大埔區議會新富選區補選當選，於2015年香港區議會選舉落選，參與2016年香港立法會選舉新界東選區名單中第2位。。

11.
- 區鎮樺於2015年香港區議會選舉當選。
- 麥潤培退出民主黨，於2015年香港區議會選舉當選。
- 鄺美娜退出民主黨。

12.
- 范國威於2015年香港區議會選舉當選，參與2016年香港立法會選舉新界東選區名單中第1位，連任失敗。
- 任啟邦於2015年香港區議會選舉當選，參與2016年香港立法會選舉新界東選區名單中第2位。
- 梁里於2015年香港區議會選舉當選，參與2016年香港立法會選舉新界東選區名單中第3位。
- 關永業於2015年香港區議會選舉當選，參與2016年香港立法會選舉區議會第二功能界別名單第1位，落選。
- 丘文俊於2015年香港區議會選舉當選。
- 鍾錦麟於2015年香港區議會選舉當選，參與2016年香港立法會選舉新界東選區名單中第4位。
- 張國強放棄連任區議員。
- 容溟舟退出新民主同盟，於2015年香港區議會選舉當選。

13.
- 田北俊成爲自由黨黨魁，後離任，參與2016年香港立法會選舉新界東選區名單中第2位，連任失敗。
- 周梁淑怡成爲自由黨主席，後離任。
- 梁志偉於2015年香港區議會選舉落選。
- 廖國華於2015年香港區議會選舉落選。

14.
- 黃成智遭民主黨開除黨籍，加入新思維，於2015年香港區議會選舉落選，參與2016年香港立法會新界東地方選區補選，落選，後退出新思維，參與2016年香港立法會選舉社會福利界功能界別，落選。
- 羅世恩於2015年香港區議會選舉落選。

15.
- 湯家驊退出公民黨，成立民主思路並辭任立法會議員，其空缺經2016年香港立法會新界東地方選區補選由楊岳橋填補。
- 楊岳橋參與2016年香港立法會新界東地方選區補選，當選，參與2016年香港立法會選舉新界東選區名單中第1位，連任成功。

16.
- 何民傑於2015年香港區議會選舉當選。

18.
- 方國珊於2015年香港區議會選舉當選，參與2016年香港立法會新界東地方選區補選，落選，參與2016年香港立法會選舉新界東選區名單中第1位，落選。

19.
- 陳國強於2015年香港區議會選舉當選，欲參與2016年香港立法會選舉新界東選區名單中第1位，被取消資格。

### 功能界別

#### 區議會（第二）
801.
- 何俊仁辭任民主黨主席，於2015年香港區議會選舉落選，參與2016年香港立法會選舉新界西選區名單中第2位，連任失敗。
- 鄺俊宇於2015年香港區議會選舉當選，參與2016年香港立法會選舉區議會第二功能界別名單第1位，當選。
- 林紹輝於2015年香港區議會選舉當選，參與2016年香港立法會選舉新界西選區名單中第5位。

802.
- 涂謹申於2015年香港區議會選舉當選，參與2016年香港立法會選舉區議會第二功能界別名單第1位，連任成功。
- 趙家賢於2015年香港區議會選舉當選。
- 區諾軒於2015年香港區議會選舉當選，參與2016年香港立法會選舉批發及零售界功能界別，落選。

803.
- 白韻琹放棄連任區議員。

804.
- 劉江華退出公民力量，被委任為政制及內地事務局副局長，並於2012年12月21日履新，辭任區議員。

805.
- 馮檢基於2015年香港區議會選舉落選，參與2016年香港立法會選舉新界西選區名單中第1位，連任失敗。
- 許錦成於2015年香港區議會選舉當選。

806.
- 李慧琼當選民建聯主席，於2015年香港區議會選舉當選，辭任行政會議成員，參與2016年香港立法會選舉區議會第二功能界別名單第1位，連任成功。
- 洪連杉於2015年香港區議會選舉當選，參與2016年香港立法會選舉區議會第二功能界別名單第2位。
- 陳學鋒於2015年香港區議會選舉當選。
- 朱立威於2015年香港區議會選舉當選，參與2016年香港立法會選舉區議會第二功能界別名單第3位。
- 顏汶羽於2015年香港區議會選舉當選，參與2016年香港立法會選舉區議會第二功能界別名單第4位。

807.
- 陳婉嫻放棄連任區議員，放棄連任。
- 梁子穎於2015年香港區議會選舉當選。
- 黃潤昌於2015年香港區議會選舉落選。

#### 鄉議局、工程界、地產及建造界、商界（第一）、工業界（第一）	、金融服務界
- 劉皇發、盧偉國、石禮謙、林健鋒、梁君彥、張華峯加入經民聯。

## 相關節目
- 港台節目《2012立法會選舉：聽其言》7月30日至9月7日逢星期一至五13:25於翡翠台播出，15:05於本港台播出
- 港台節目《2012立法會選舉─齊投票》9月9日11:00於本港台播出，15:20於翡翠台播出
- 無綫《2012立法會選舉》9月9日07:30、09:30、16:30、22:30、9月10日05:55、06:17、09:45、10:30、11:30於翡翠台播出
- 亞視《2012立法會選舉》9月9日07:30、09:30、11:30、16:30、22:30、9月10日00:30於本港台播出

## 註解
1. 1 2  區議會（第二）功能界別議席只限區議員參選，需要獲得區議員提名，再由全港非傳統功能界別選民投票選出，為目前全港最大規模的民選選舉。未合傳統功能界別資格的選民，均有權在此界別投票。
2. ↑  在提名期間，獲香港特區政府任命發展局局長，於2012年7月29日辭去立法會議員職務
3. ↑  政改方案為地方選區與功能界別各增五席由三百萬多名選民選出，惟均有提名門檻。
4. ↑  市民判斷其是否建制派或民主派，其中一點為視乎其對六四的立場，梁曾就平反六四表明支持。
5. ↑  王國興曾在香港島東區和富選區出任區議員十多年，更曾當選東區區議會副主席。
6. ↑  指自由黨、民建聯、工聯會、新民黨、許清安、吳榮春名單
7. ↑  指工黨、民主黨、社民連、人民力量、勞永樂、公民黨、何家泰名單
8. ↑  指民建聯、梁美芬、黃以謙名單
9. ↑  指民主黨、公民黨、人民力量、民協、林依麗、黃逸旭名單
10. ↑  指民建聯、工聯會及謝偉俊名單
11. ↑  指民主黨、公民黨、社民連、人民力量、譚香文、嚴鳳至名單
12. ↑  指民建聯（3張）、工聯會、新民黨、第3力量、何君堯名單
13. ↑  指公民黨、工黨、民主黨（2張）、社民連、街工、人民力量、民主陣線、陳一華名單
14. ↑  但超級區議會支持劉江華
15. ↑  指自由黨、工聯會、公民力量、民建聯（2張）、經濟動力、梁安琪、方國珊名單
16. ↑  指人民力量、社民連、民主黨（3張）、公民黨、工黨、新民主同盟、龐一鳴、何民傑、陳國強名單

## 外部連結
- 2012年立法會選舉官方網站（页面存档备份，存于）